# Умершие в феврале 2015 года
Это список известных людей, соответствующих установленным критериям значимости (см. Википедия:Критерии значимости персоналий), умерших в феврале 2015 года.
Причина смерти указывается лишь в исключительных случаях (убийство, самоубийство, гибель в результате военных действий, смертная казнь, ДТП или несчастные случаи). В остальных случаях — не указывается.

### 28 февраля

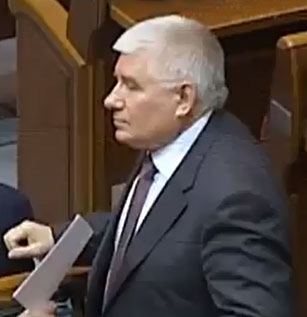
Михаил Чечетов

- Кастильо, Браулио (81) — пуэрто-риканский актёр («Просто Мария») [1].
- Кушлянский, Аркадий Лазаревич (90) — советский и российский организатор кинопроизводства, директор Центрального Дома кинематографистов (Дом кино) Союза кинематографистов РФ, заслуженный работник культуры Российской Федерации[2].
- Лейдерман, Эзра (90) — американский композитор[3].
- Максвелл, Чармейн (46) — американская певица (Brownstone); несчастный случай[4].
- Мейсон, Энтони (48) — американский профессиональный баскетболист[5].
- Мухаметдинов, Шамиль Галиахметович (90) — старший аппаратчик Чапаевского завода химических удобрений, Герой Социалистического Труда (1971)[6].
- Стэнли, Томас (71) — американский писатель[7].
- Чечетов, Михаил Васильевич (61) — украинский политик и государственный деятель; самоубийство[8].
- Щегловский, Александр Витальевич (51) — старший тренер сборной России по бобслею, заслуженный тренер России; сердечный приступ[9].
- Яшар Кемаль (92) — турецкий прозаик-реалист, поэт и правозащитник[10].

### 27 февраля

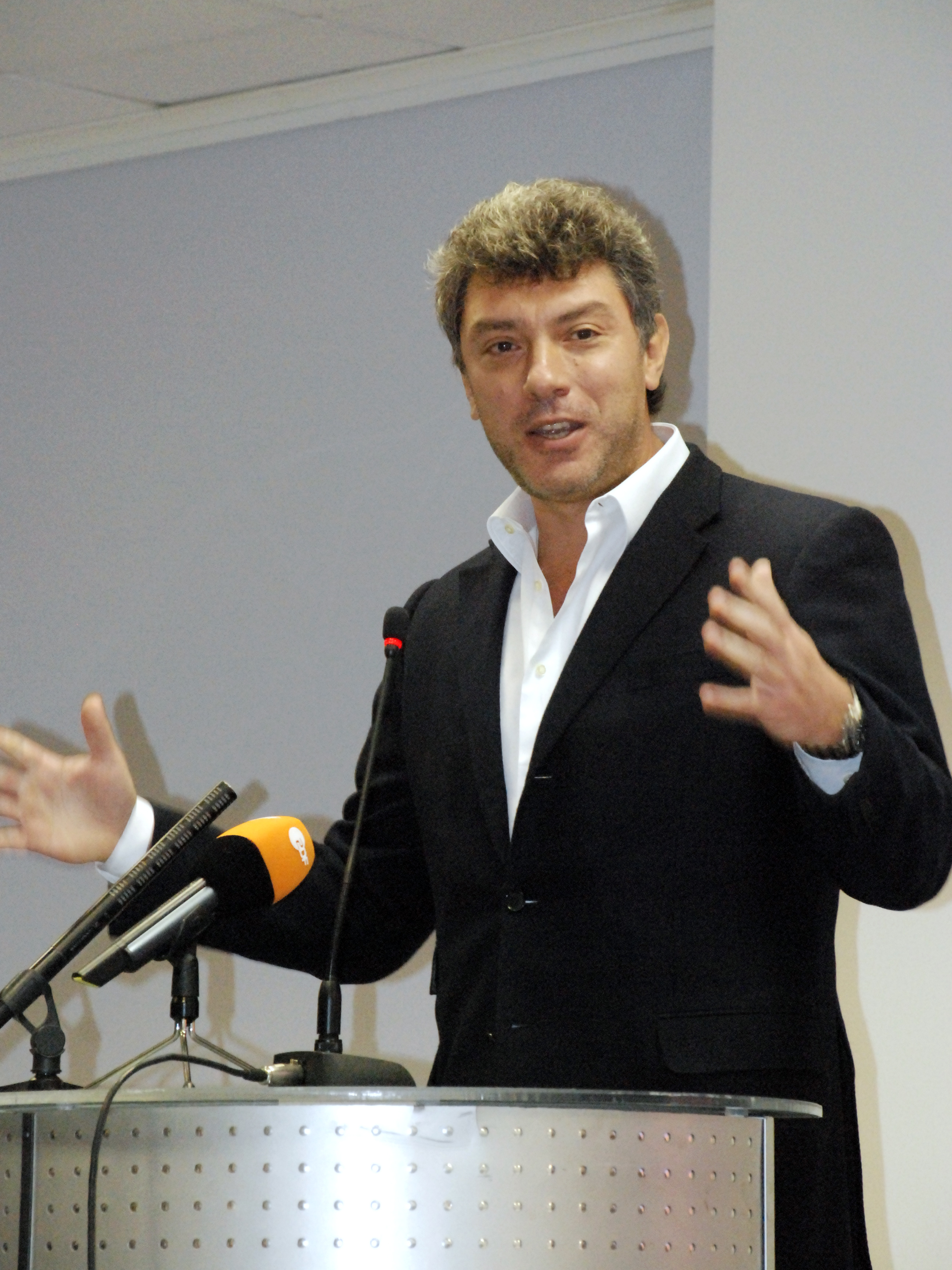
Борис Немцов

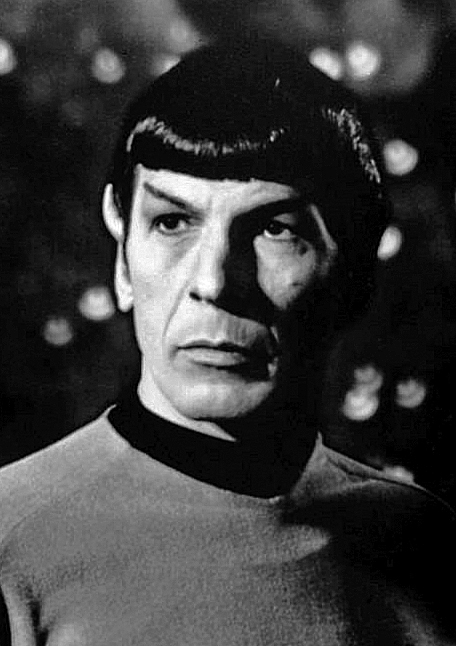
Леонард Нимой

- Бакалян, Ричард (84) — американский актёр («Китайский квартал»)[11][12].
- Бенмош, Боб (70) — американский бизнесмен, президент и главный исполнительный директор страховой компании American International Group (2009—2014)[13].
- Докстейдер, Тод (82) — американский композитор[14].
- Немцов, Борис Ефимович (55) — российский государственный и политический деятель, губернатор Нижегородской области (1991—1997), первый заместитель председателя правительства Российской Федерации (1997—1998); убит[15].
- Нимой, Леонард (83) — американский актёр, исполнитель роли Спока в телесериале «Звёздный путь»; хроническая обструктивная болезнь лёгких[16].
- Новель, Роса (61) — испанская актриса[17].
- Самохин, Валерий Борисович (67) — советский футболист, вратарь клубов «Динамо» Киев (1972—1975) и «Локомотив» Москва (1976—1979)[18].
- Соколов, Александр Михайлович (55) — российский иконописец, муж художницы Марии Вишняк[19].
- Титов, Евгений Альбертович (51) — советский и российский футболист, полузащитник, нападающий; остановка сердца[20].
- Томашевский, Богдан[англ.] (93) — польский журналист, спортивный комментатор, теннисист[21].
- Юроните, Дануте (81) — советская и литовская актриса театра и кино, театральный режиссёр, заслуженная артистка Литовской ССР (1983)[22].

### 26 февраля

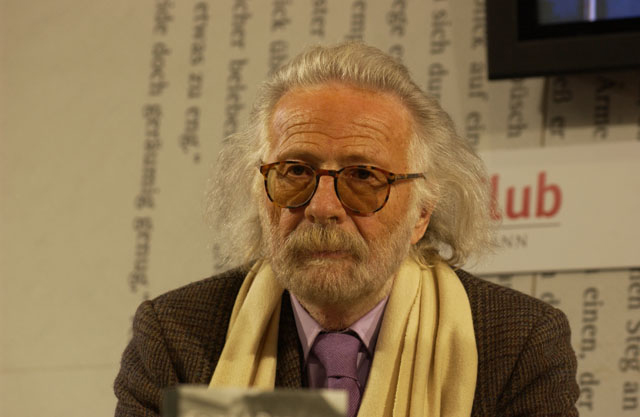
Фриц Раддац

- Брейтуэйт, Боб (89) — британский спортсмен-стрелок, чемпион летних Олимпийских игр в Мехико (1968) в стрельбе на траншейном стенде[23].
- Диас, Оскар (32) — американский боксёр[24].
- Загадкин, Николай Михайлович (84) — советский и российский скрипач, заслуженный артист Российской Федерации (2002)[25].
- Куччи, Энтони (92) — американский политик, мэр Джерси-Сити (1985—1989)[26].
- Ллойд, Эрл (86) — американский профессиональный баскетболист и тренер, выступавший в Национальной баскетбольной ассоциации[27].
- Мартинович, Бранислав (77) — югославский борец греко-римского стиля, серебряный призёр летних Олимпийских игр в Риме (1960), бронзовый призёр летних Олимпийских игр в Токио (1964)[28].
- Мудунов, Абакар Алиевич (96) — советский и российский дагестанский писатель, старейший литератор Дагестана; участник Великой Отечественной войны, последний в стране поэт-фронтовик[29] (сообщение поступило из Союза писателей Дагестана).
- Нуньес, Роману (65) — бразильский музыкант-инструменталист и композитор[30].
- Платонов, Александр Венедиктович (?)[значимость?] — советский и российский журналист, главный редактор газеты «Дон» (Волгоградская область) (с 1984 года)[31].
- Потапов, Владимир Владимирович (65) — советский и российский поэт и художник[32].
- Прохоренков, Виктор Иванович (65) — советский и российский дерматовенеролог, ректор Красноярской государственной медицинской академии (1994—2004), заслуженный врач Российской Федерации (1999)[33].
- Раддац, Фриц (83) — немецкий писатель, журналист, историк литературы[34].
- Хилу, Надя (61) — израильская правозащитница и общественный деятель, первый депутат Кнессета-христианка (2006—2009)[35].

### 25 февраля

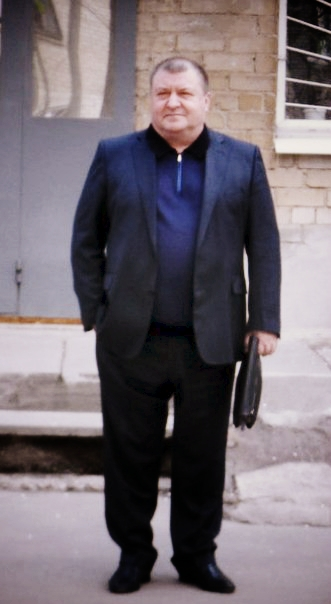
Сергей Вальтер

- Акбашев, Рашит Шагабутдинович (81) — советский и российский врач и государственный деятель, главный врач курорта Янган-Тау (1962—1994), заслуженный врач Российской Федерации (1993)[36].
- Вальтер, Сергей Георгиевич (57) — украинский политик, городской голова Мелитополя (с 2010 года)[37].
- Винсент, А. (86) — индийский оператор и режиссёр, лауреат Filmfare Awards за лучшую операторскую работу (1974)[38].
- Гилл, Терри (75) — австралийский актёр («Данди по прозвищу «Крокодил»»)[39][40].
- Виктор Iванів (37) — российский писатель; самоубийство[41].
- Калемба, Збигнев (78) — польский композитор, дирижёр, пианист и педагог[42].
- Кларк, Юджин (92) — американский ихтиолог, пионер в области дайвинга для исследовательских целей[43].
- Машкивский, Иван Ефремович (84) — советский государственный деятель, председатель Госавианадзора СССР (1986—1992)[44].
- Мирзоев, Гасан Ибрагим оглы (87) — азербайджанский филолог, педагог и общественный деятель, доктор филологических наук, профессор, депутат Милли Меджлиса Азербайджана (1991—1996), заслуженный деятель науки Азербайджана (2007)[45].
- Осокина, Антонина Павловна (88) — советский партийный и государственный деятель, первый секретарь Сорочинского райкома КПСС (1972—1991), Герой Социалистического Труда (1976)[46].
- Стригалёв, Анатолий Анатольевич (90) — советский и российский исследователь русского авангарда[47].
- Шея, Марян (73) — польский футболист, чемпион летних Олимпийских игр в Мюнхене (1972)[48].

### 24 февраля

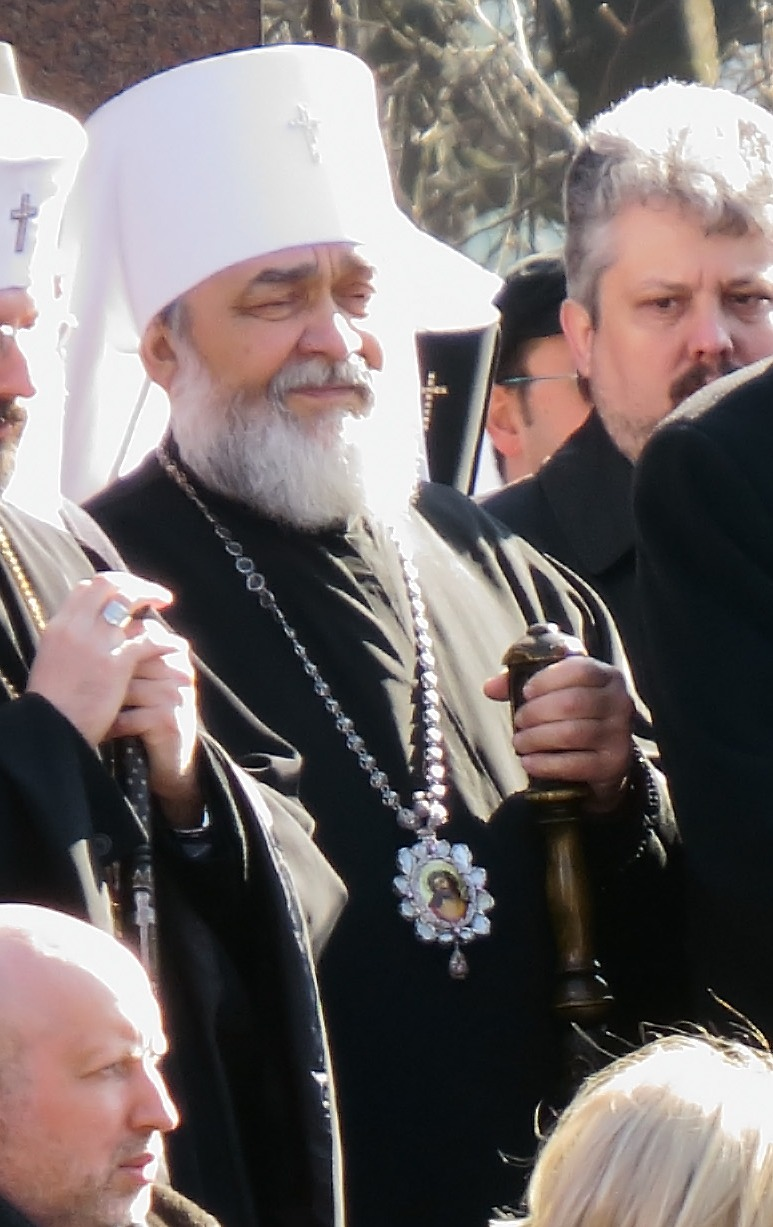
Мефодий (Кудряков)

- Алиев, Рахат Мухтарович (52) — казахстанский политик, бизнесмен и дипломат, бывший зять президента Казахстана Нурсултана Назарбаева; самоубийство[49].
- Белов, Михаил Ипатович (90) — советский военный, военный историк-мемуарист[50].
- Бельфур, Роберт (74) — американский музыкант[51].
- Гарифуллин, Рустам Рафисович (37) — российский лыжник-паралимпиец, двукратный чемпион Паралимпийских игр в Турине (2006); ДТП[52].
- Гербер, Роланд (61) — западногерманский футболист («Кёльн»), чемпион ФРГ (1977—1978)[53].
- Дюкаруж, Жерар (73) — французский конструктор машин «Формулы-1»[54].
- Ибадлы, Орудж Вели оглы (76) — советский и азербайджанский биолог, бывший директор Ботанического сада Национальной академии наук Азербайджана (НАНА), член-корреспондент НАНА[55].
- Кан, Ирвинг[англ.] (109) — старейший американский финансовый аналитик[56].
- Кью, Дональд (88) — американский бизнесмен, президент The Coca-Cola Company (1981—1993)[57].
- Лавриненко, Руслан Львович (86) — советский и российский живописец, заслуженный художник Российской Федерации (2001)[58].
- Малдун, Тея (87)[значимость?] — первая леди Новой Зеландии (1975—1984), жена Роберта Малдуна[59].
- Мефодий (Кудряков) (65) — митрополит Киевский и всея Украины Украинской автокефальной православной церкви (с 2000)[60].
- Пирумов, Ульян Гайкович (83) — советский и российский учёный, специалист в области газовой динамики и математического моделирования технологических процессов, член-корреспондент РАН (1997)[61].
- Скрипников, Юрий Георгиевич (83) — советский и российский учёный и педагог, доктор сельскохозяйственных наук, профессор, заслуженный работник высшей школы Российской Федерации (2000)[62].
- Смолл, Бертрис (77) — американская писательница[63].
- Уиттекер, Джеффри Оуэн (83) — британский государственный деятель, губернатор Ангильи (1987—1989)[64].
- Шейн, Александр Самуилович (82) — советский режиссёр, заслуженный деятель искусств РСФСР (1986)[65].

### 23 февраля

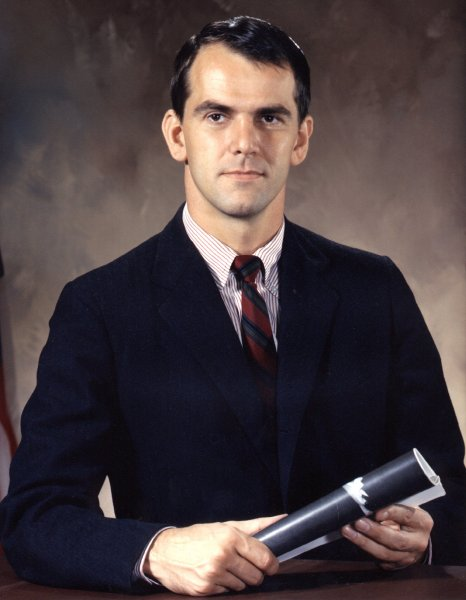
Курт Мишель

- Вулф, Бен (34) — американский актёр; ДТП[66].
- Головнина, Мария Васильевна (34)[значимость?] — российская журналистка, глава пакистанского бюро агентства Рейтер (с 2013 года)[67].
- Корфу, Хаим (94) — израильский политик, депутат Кнессета (1969—1992), министр транспорта (1981—1988)[68].
- Мазаев, Владимир Михайлович (81) — советский и российский писатель[69].
- Мишель, Курт (80) — американский астрофизик[70].
- Олдридж, Джеймс (96) — английский писатель, журналист и общественный деятель, австралиец по происхождению.
- Таниэль, Геннадий Рудольфович (74) — советский и эстонский композитор и дирижёр[71].
- Татарский, Евгений Маркович (76) — советский и российский кинорежиссёр, сценарист, народный артист Российской Федерации (2004)[72].
- Усманов, Гумер Исмагилович (82) — советский партийный и государственный деятель, первый секретарь Татарского обкома КПСС (1982—1989)[73].

### 22 февраля
- Дифенбахер, Альфред (99) — французский государственный деятель, префект Реюньона (1963—1966)[74].
- Зебек, Владимир Евгеньевич (83) — советский и украинский художник-маринист[75].
- Зимон, Анатолий Давыдович (90) — советский и российский химик [источник не указан 3500 дней].
- Карминуччи, Паскуале (77) — итальянский гимнаст, бронзовый призёр летних Олимпийских игр в Риме (1960)[76].
- Керимов, Джангир Аббасович (91) — советский и российский юрист, член-корреспондент РАН (1991; член-корреспондент АН СССР с 1966)[77].
- Леони, Эцио[итал.] (87) — итальянский композитор-песенник, дирижёр и продюсер[78].
- Оторбаев, Каил Оторбаевич (92) — советский и киргизский географ, академик Национальной академии наук Кыргызской Республики[79].
- Скьявоне, Кармине[итал.] (71) — итальянский преступник, последний остававшийся на свободе лидер каморры[80].

### 21 февраля

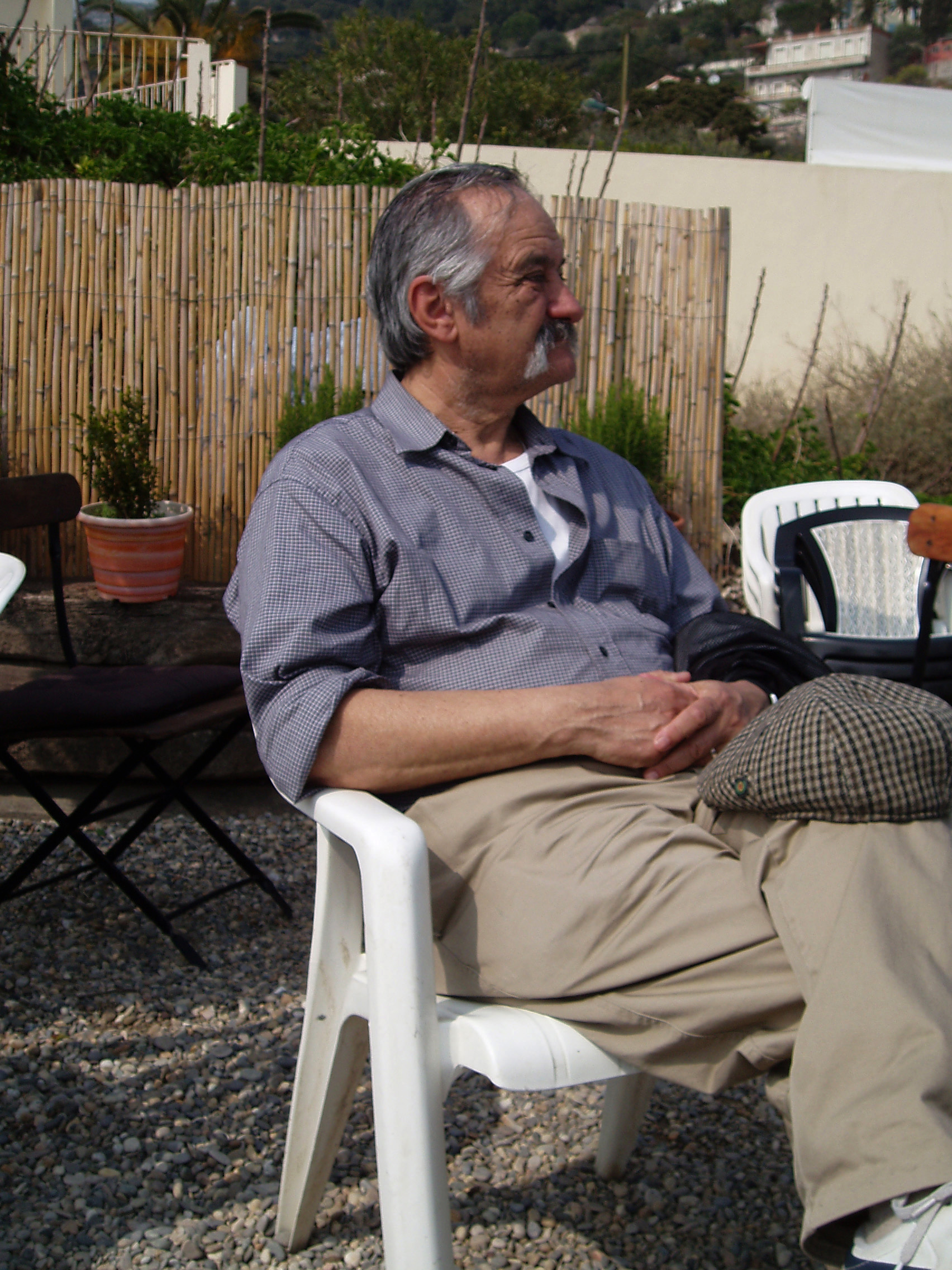
Борис Носик

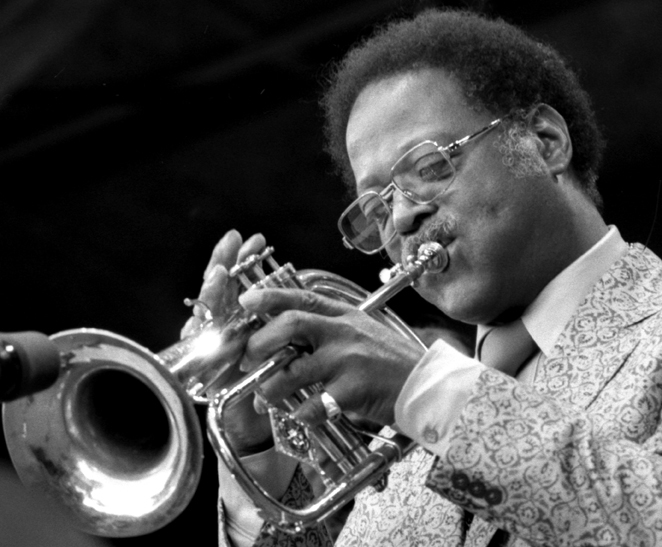
Кларк Терри

- Босси, Аннализа[итал.] (99) — итальянская теннисистка[81].
- Буханов, Евгений Геннадьевич (41)[значимость?] — российский актёр, артист Омского театра для детей и молодёжи[82].
- Горшков, Леонид Иванович (90) — советский инженер, профессор, Герой Социалистического Труда (1974), лауреат Ленинской премии и Государственной премии СССР[83].
- Губарев, Алексей Александрович (83) — советский лётчик-космонавт, генерал-майор авиации, дважды Герой Советского Союза (1975, 1978)[84].
- Эль-Гурш, Мохамед (79) — марокканский велогонщик, трёхкратный победитель Tour du Maroc (1960, 1964 1965)[85].
- Зорин, Евгений Александрович (46) — уральский государственный и общественный деятель[86].
- Коман, Михаил Михайлович (86) — советский и украинский футболист и тренер («Динамо» Киев)[87].
- Медведев, Герман Иванович (79) — советский и российский археолог, заведующий кафедрой археологии, этнологии, истории древнего мира Иркутского государственного университета, профессор, заслуженный деятель науки Российской Федерации (1999)[88].
- Москалёв, Игорь Михайлович (82) — советский и российский театральный режиссёр, главный режиссёр Тульского областного театра кукол (1970—1991), заслуженный деятель искусств РСФСР (1985)[89].
- Напье, Пол (84) — американский актёр[90][91].
- Носик, Борис Михайлович (83) — советский и российский писатель и журналист[92].
- Ронкони, Лука (81) — итальянский театральный актёр и режиссёр[93].
- Синофски, Брюс (58) — американский режиссёр документальных фильмов, двукратный лауреат премии «Эмми», номинант на премию «Оскар» (2012)[94].
- Табатай, Садек (71) — иранский государственный деятель, заместитель премьер-министра Ирана (1979—1980)[95].
- Терри, Кларк (94) — американский джазовый трубач[96].
- Эванс, Мередидд (95) — валлийский певец и собиратель музыкального фольклора[97].

### 20 февраля
- Арабей, Лидия Львовна (89) — советская и белорусская писательница-прозаик, критик, литературовед, переводчик[98].
- Ашмарина, Яна Станиславовна (51) — советский и российский художник-иллюстратор, график, переводчица[99].
- Барвинок, Виталий Алексеевич (77) — советский и российский учёный, член-корреспондент РАН (2000), заведующий кафедрой производства летательных аппаратов и управления качеством в машиностроении Самарского государственного аэрокосмического университета[100].
- Биоградлич, Ибрахим (83) — югославский футболист, серебряный призёр летних Олимпийских игр в Мельбурне (1956)[101].
- Вихерек, Антоний (86) — польский дирижёр[102].
- Вознесенская, Юлия Николаевна (74) — советский и российский прозаик, поэт православного направления[103].
- Доннеллн, Кит (83) — американский философ, специалист в области философии языка (о смерти стало известно в этот день)[104].
- Кальви, Жерар (92) — французский композитор кино («Астерикс из Галлии»)[105].
- Квентин, Тереза (85) — французская актриса[106][107].
- Масадех, Халаф (?) — иорданский политик, министр юстиции (1999)[108].
- Миранда, Дэвид Маартенс (78) — бразильский религиозный деятель, основатель пятидесятнической церкви «Бог есть Любовь»[109].
- Мур, Уэйн (83) — американский пловец, чемпион летних Олимпийских игр в Хельсинки (1952)[110].
- Норрис, Патриция (83) — американская художница по костюмам и художник-постановщик, лауреат премии «Эмми» (1990)[111][112].
- Триптоу, Дик (92) — американский профессиональный баскетболист и тренер, чемпион НБЛ в сезоне 1946/1947 годов[113].

### 19 февраля
- Болдов, Лев Роальдович (45) — российский поэт, лауреат первого Международного Волошинского конкурса (2003)[114].
- Давидов, Иван (71) — болгарский футболист («Славия» София), участник чемпионатов мира (1966, 1970)[115].
- Джонсон, Гарольд (87) — американский боксёр, чемпион мира в полутяжёлом весе (1961—1963)[116].
- Докшоков, Муса Ильясович (83) — советский партийный и государственный деятель, Председатель Совета Министров Кабардино-Балкарской АССР (1984—1988)[117].
- Драгомиров, Илия (74) — болгарский футболист, нападающий[118].
- Иванов, Леонид Георгиевич (96) — советский военный контрразведчик, участник Великой Отечественной войны, генерал-майор в отставке[119].
- Катаяма, Ютака (105) — японский предприниматель, один из руководитель автомобильной корпорации Nissan и первый президент подразделения концерна в США[120].
- Лазарян, Тер-Усик Беникович (59) — армянский политический деятель[121].
- Марквит, Эрвин (88) — американский философ-марксист[122].
- Мудаффар Шах (79) — индонезийский государственный деятель, султан Тернате (с 1975)[123].
- Ороско, Рафаэль (92) — мексиканский футболист («Гвадалахара»)[124].
- Попов, Константин Ильич (88) — советский военный, подполковник; участник боевых действий в Египте, Герой Советского Союза (1970)[125].
- Рамирес, Фрэнк (65) — колумбийский актёр[126].
- Северанс, Кэрол (71) — американская писательница[127].
- Томсон, Уоррен (79) — австралийский пианист и музыкальный педагог, организатор Сиднейского международного конкурса пианистов (с 1977 года)[128].
- Уиттелс, Харрис (30) — американский киноактёр и кинопродюсер («Парки и зоны отдыха»); передозировка наркотиков[129].
- Уразгельдеев, Роберт Хасанович (79) — советский и киргизский хореограф и искусствовед, профессор, народный артист Кыргызской Республики (2011)[130]
- Фонвиелл, Ллойд (64) — американский сценарист и продюсер («Невеста», «Мумия»)[131].
- Христов, Григор (74) — болгарский спортивный журналист, главный редактор спортивной редакции Болгарского национального телевидения (1997—2001)[132].

### 18 февраля

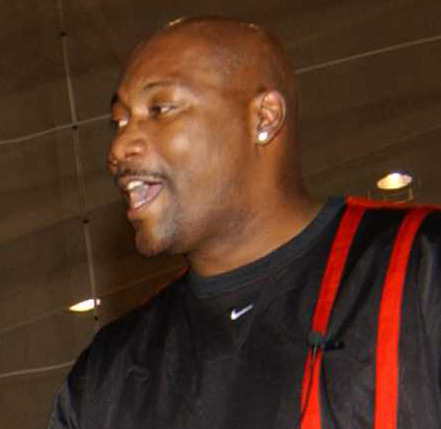
Джером Керси

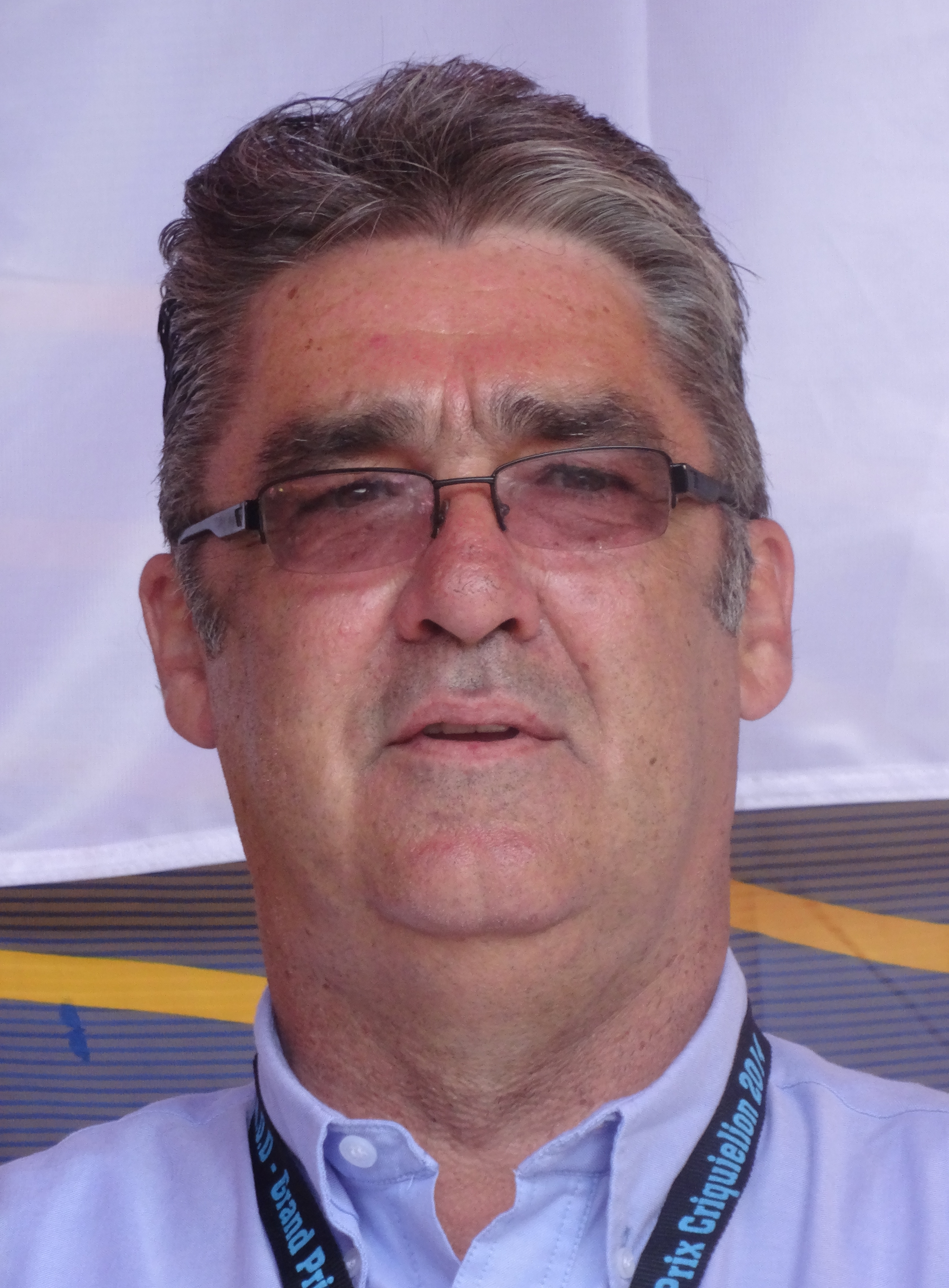
Клод Крикельсон

- Белова, Зоя Васильевна (87) — советская и российская театральная актриса, народная артистка РСФСР (1974), мать актрисы Ирины Розановой[133].
- Керси, Джером (52) — американский баскетболист, выступавший за ведущие клубы НБА[134].
- Клауд, Дейв (58) — американский музыкант[135].
- Крикельон, Клод (58) — бельгийский велогонщик, чемпион мира по шоссейным велогонкам (1984)[136].
- Райнхарт, Бак (68) — американский политик, мэр Колумбуса (Огайо) (1984—1992)[137].

### 17 февраля
- Галибин, Сергей Анатольевич (44) — украинский радиоведущий и шоумен; инсульт[138].
- Колошенко, Василий Петрович (92) — советский лётчик-испытатель вертолётов, Герой Советского Союза (1971)[139].
- Кошевский, Анджей (92) — польский композитор, музыковед и педагог[140] Архивная копия от 19 февраля 2016 на Wayback Machine.
- Маки, Джордж, барон Маки из Бенши (95) — британский военный и государственный деятель, пожизненный пэр Палаты лордов Парламента Великобритании[141].
- Пандоссио, Алессандро (53) — бразильский футболист и тренер[142].
- Скаммакка дель Мурго и делл’Аньоне, Эмануэле (82) — барон, итальянский государственный деятель, дипломат, Чрезвычайный и Полномочный Посол Италии в Российской Федерации (1996—1999)[143].
- Тых, Феликс (85) — польский историк, публицист, директор Еврейского исторического института (1995—2006)[144].
- Фэйрчайлд, Джун (68) — американская актриса[145].

### 16 февраля

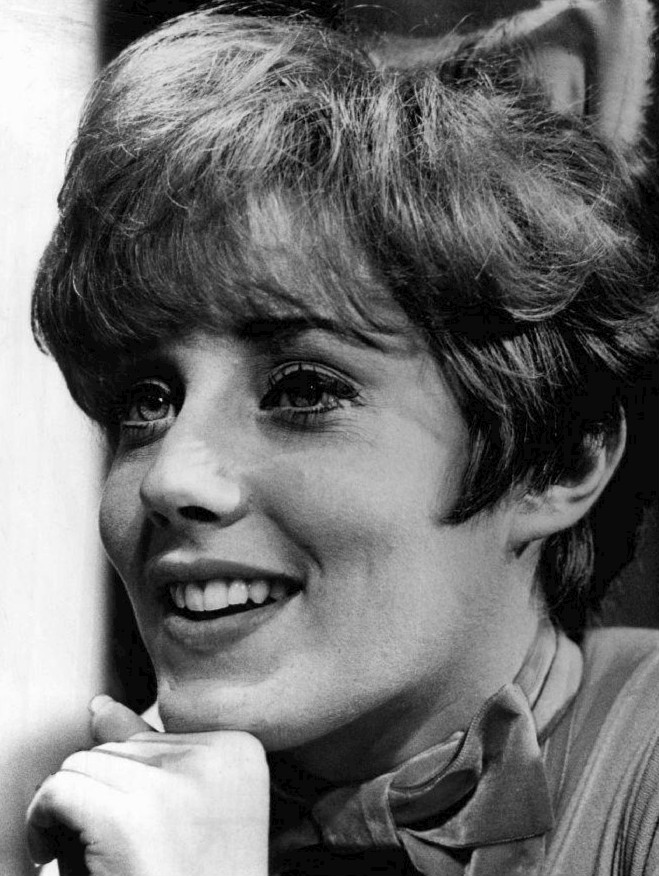
Лесли Гор

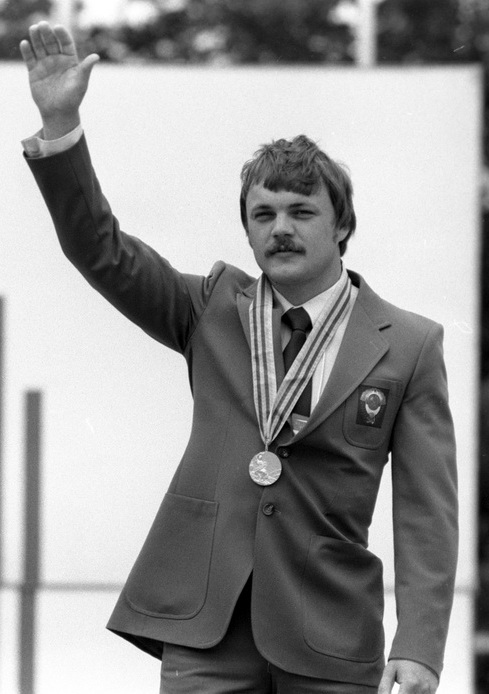
Александр Мелентьев

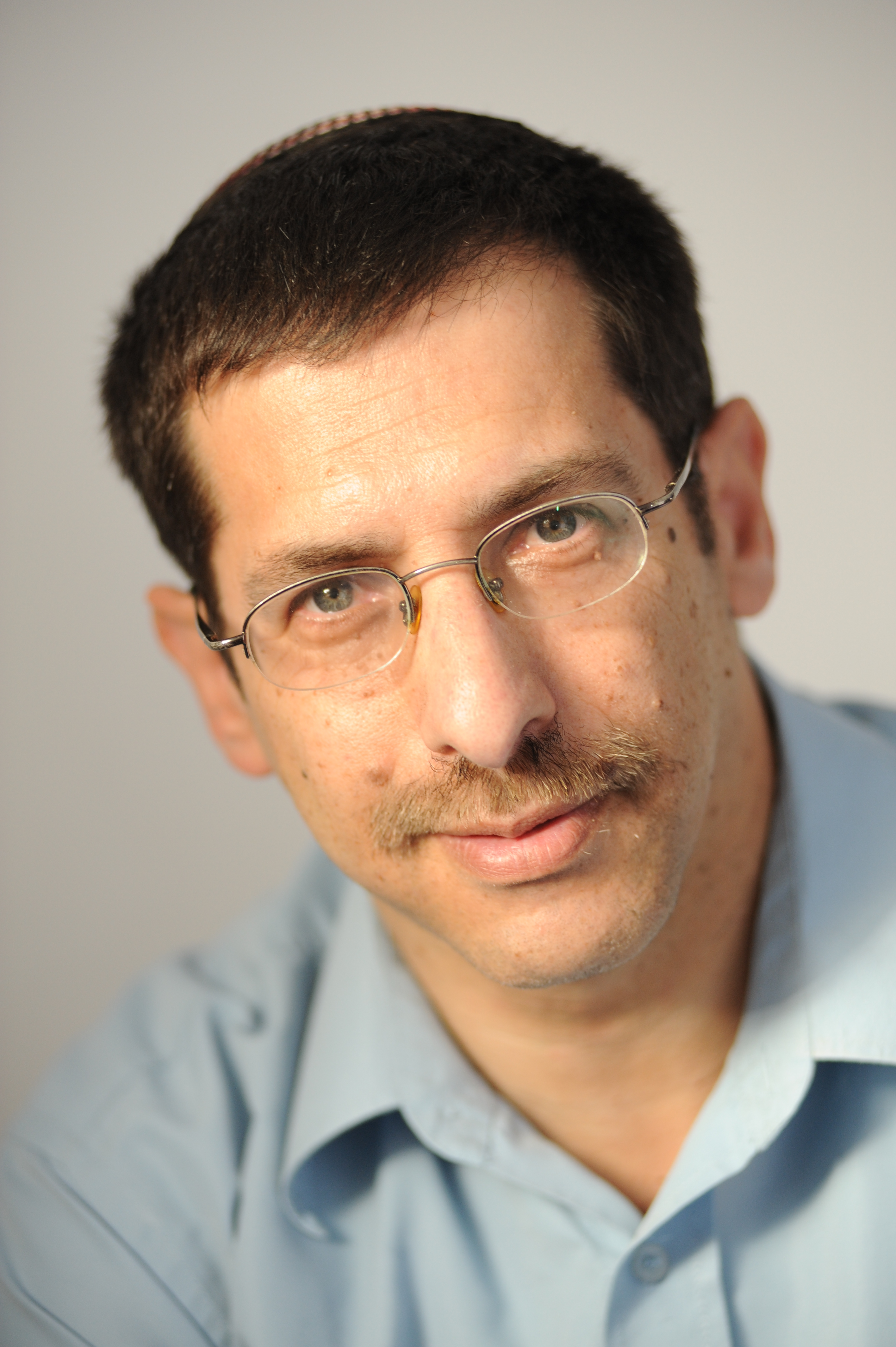
Ури Орбах

- Афинагор (Закопулос) (83) — епископ Элладской православной церкви, митрополит Фокидский (1986—2014)[146].
- Бискуп, Марианна[пол.] (53) — польская легкоатлетка[147].
- Браун, Лассе (79) — итальянский режиссёр, сценарист и продюсер[148].
- Будрис, Валмантас (56) — литовский врач, президент Литовской ассоциации неврологов (с 2002), профессор[149].
- Винделен, Генрих (93) — западногерманский государственный деятель, федеральный министр по делам изгнанных, беженцев и жертв войны (1969), министр внутригерманских отношений (1983—1987)[150].
- Гор, Лесли (68) — американская певица и композитор; рак лёгких[151].
- Грицков, Владимир Павлович (91) — советский военный, участник Великой Отечественной войны, Герой Советского Союза (1944); участник Парада Победы 1945 года; генерал-майор в отставке[152].
- Гутникова, Надежда Валентиновна (68) — советский и российский дирижёр, основатель и руководитель Амурской хоровой капеллы (1979—2004), заслуженный работник культуры Российской Федерации (1995)[153].
- де Кастро, Карлос (35) — уругвайский футболист; последствия ДТП[154].
- Кларк, Гэвин (?) — британский певец, автор песен (UNKLE) и композитор («Сомерстаун»)[155].
- Копылов, Виктор Андреевич (74) — советский и российский военачальник, командующий войсками Сибирского военного округа (1991—1997), генерал-полковник в отставке[156].
- Кузнецов, Михаил Сергеевич (93) — советский и российский историк, профессор, заслуженный деятель науки РСФСР (1985), почётный работник высшего профессионального образования Российской Федерации (1998)[157].
- Машковцева, Антонина Алексеевна (77) — доярка совхоза «Костромское» Сахалинской области, Герой Социалистического Труда (1966)[158].
- Мелентьев, Александр Реммович (60) — советский стрелок из пистолета, тренер; чемпион летних Олимпийских игр в Москве (1980), шестикратный чемпион мира, заслуженный мастер спорта СССР (1980)[159].
- Орбах, Ури (54) — израильский писатель, государственный деятель, министр по делам пенсионеров (с 2013 года)[160].
- Рохас, Лорена (44) — мексиканская актриса и певица, модель; рак молочной железы[161].
- Тёрёш, Ольга (100) — венгерская гимнастка, бронзовый призёр летних Олимпийских игр в Берлине (1936)[162].
- Хорст, Эгон (76) — западногерманский футболист, финалист Кубка Германии по футболу (1966/67), финалист Кубка обладателей кубков УЕФА (1967—1968)[163].
- Шашков, Анатолий Алексеевич (90) — советский и российский архитектор, создатель генерального плана Североморска[164].

### 15 февраля

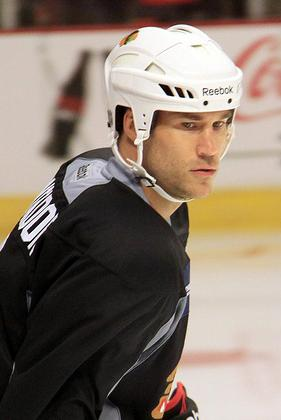
Стив Монтадор

- Илларионов, Сергей Иванович (91) — советский дипломат, Чрезвычайный и Полномочный Посол СССР в Танзании (1985—1989)[165].
- Кулаков, Михаил Алексеевич (82) — российский художник-авангардист[166].
- Монтадор, Стив (35) — канадский хоккеист (о смерти стало известно в этот день)[167].
- Шёквист, Густав (71) — шведский органист и дирижёр[168].

### 14 февраля

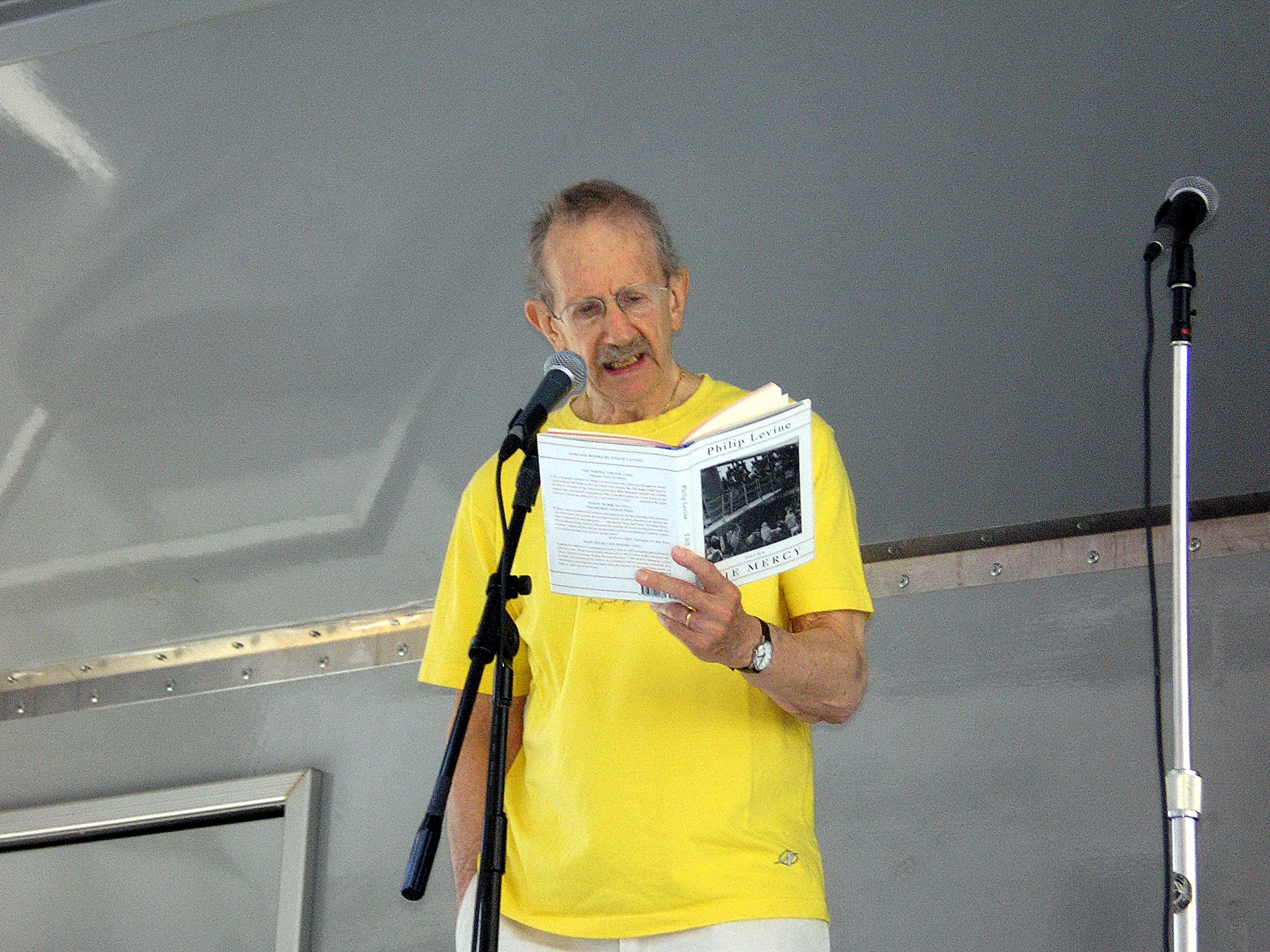
Филип Левин

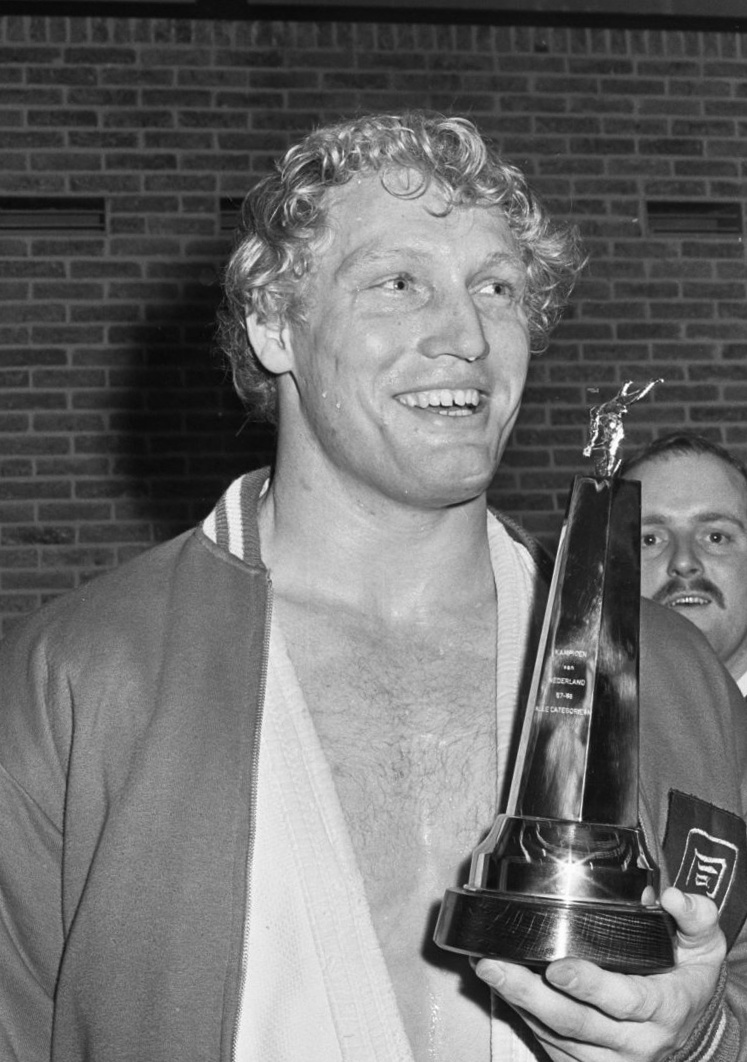
Виллем Рюска

- Журдан, Луи (93) — французский актёр[169].
- Канделл, Памела (95) — британская актриса[170].
- Кязимов, Давуд Мехтиевич (88) — азербайджанский живописец, народный художник Азербайджана[171].
- Левин, Филип (87) — американский поэт, лауреат Пулитцеровской премии (1995), поэт-лауреат США (2011); рак печени и поджелудочной железы[172].
- Макинтош, Брюс (85) — канадский астрофизик, чьим именем назван астероид 5061 McIntosh (1988 DJ)[173].
- Массони, Филипп (79) — французский политик, префект полиции Парижа (1993—2001), личный представитель Президента Франции (французского сокнязя) в Андорре (2002—2007)[174].
- Мбарек, Аммури (63) — марокканский певец и композитор[175].
- Михалич, Франьо (94) — югославский легкоатлет, серебряный призёр летних Олимпийских игр в Мельбурне (1956) в марафоне[176].
- Нёргор, Финн[англ.] (55) — датский режиссёр-документалист; убит во время теракта в Копенгагене[177].
- Рюска, Виллем (74) — нидерландский дзюдоист, двукратный чемпион летних Олимпийских игр в Мюнхене (1972), двукратный чемпион мира (1967, 1971)[178].
- Ферреро, Микеле (89) — итальянский бизнесмен, владелец компании Ferrero[179].
- Ховард, Алан (77) — британский актёр («Повар, вор, его жена и её любовник», «Возвращение мушкетёров») [180].

### 13 февраля
- Айзнман, Цви (94) — израильский писатель (на идише)[181].
- Айоун, Кет (64) — политик Островов Кука, министр (2008—2009)[182].
- Бэндлер, Фейт (96) — австралийский общественный деятель, активистка борьбы за права австралийских аборигенов[183].
- Дорманн, Женевьев (81) — французская писательница[184].
- Маккейб, Джон (75) — британский композитор и пианист[185].
- Нгуен Ба Тхань (61) — вьетнамский политический деятель член ЦК Коммунистической партии Вьетнама, заведующий отделом внутренних дел ЦК КПВ, политический лидер Дананга[186].
- Павлова, Евгения Ароновна (80) — советский и российский искусствовед и журналист, заслуженный работник культуры РСФСР[187].
- Поган, Ян (84) — чешский актёр («Русалочка», «Амадей») [188].
- Чамберс, Стэн (91) — американский телевизионный журналист, неоднократный лауреат премии «Эмми»[189].
- Шаповаленко, Эдуард Васильевич (74) — советский футболист, вратарь клубов «Торпедо» Москва (1964—1968) и «Зенит» (1968—1972), чемпион СССР (1965)[190].
- Шубин, Николай Васильевич (79)[значимость?] — советский и российский композитор[191].
- Эванс, Джон Роберт (85) — канадский врач, президент Торонтского университета (1972—1978), Компаньон Ордена Канады[192].

### 12 февраля

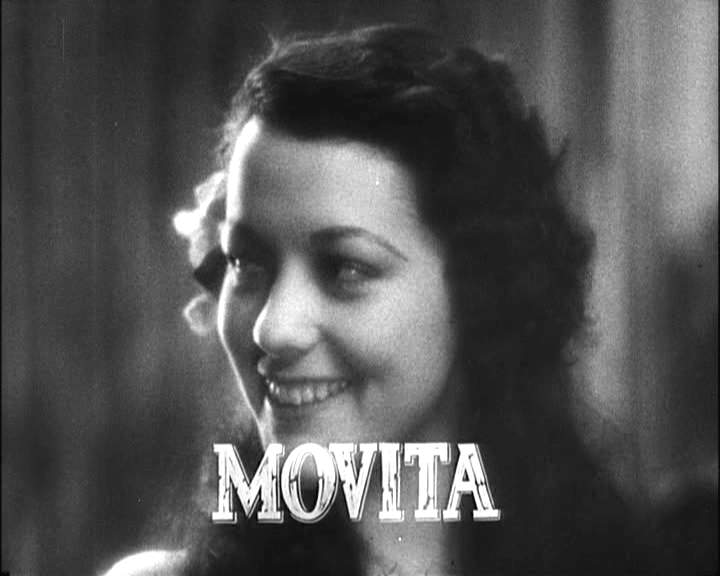
Мовита Кастанеда

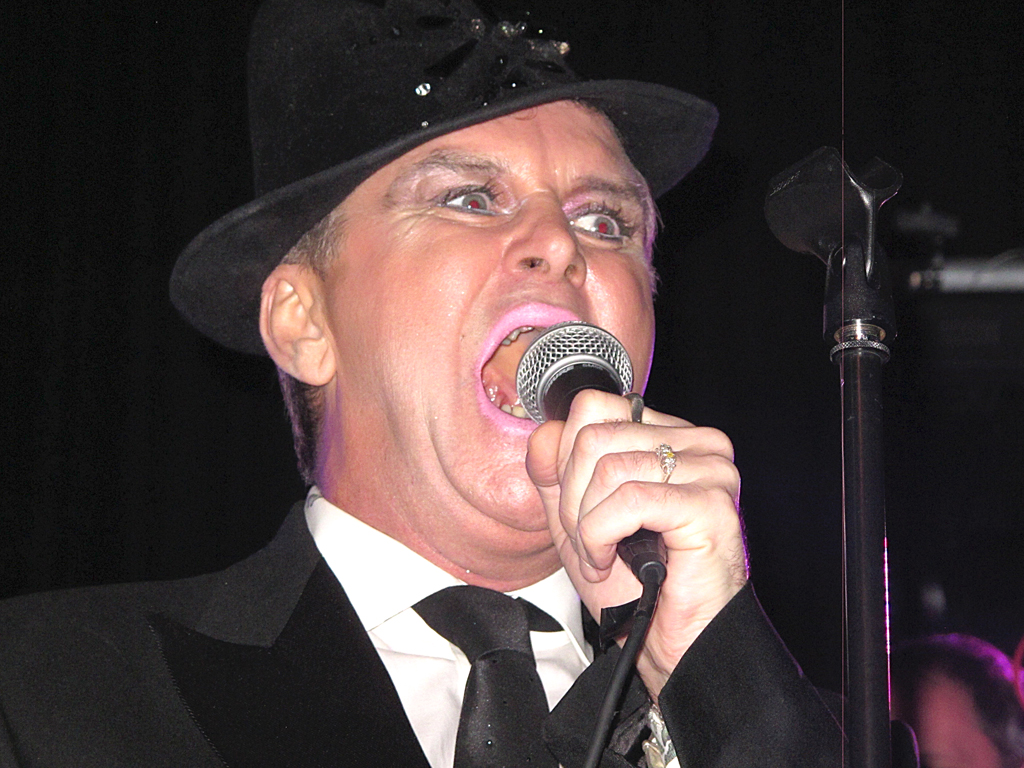
Стив Стрэйндж

- Ван ден Хук, Корнелис Питер (93) — участник движения Сопротивления в Нидерландах, кавалер Военного ордена Вильгельма (1948)[193].
- Карр, Дэвид (58) — американский журналист (The New York Times)[194].
- Кастанеда, Мовита (98) — американская актриса[195].
- Келли, Джон-Эдуард (56) — американский дирижёр и саксофонист[196].
- Куулар, Анатолий (?)[значимость?] — российский тувинский мастер горлового пения, участник группы «Хуун-Хуур-Ту» (1993—2003)[197].
- Лешантр, Жан (92) — французский футболист, игрок сборной Франции (1947—1949), чемпион Франции в составе «Лилля» (1945/46)[198].
- Неволин, Георгий Лукич (93) — начальник Высшего военно-морского училища подводного плавания им. Ленинского комсомола (1973—1984), вице-адмирал в отставке[199].
- Оуэнс, Гари (78) — американский актёр[200].
- Охтаке, Томи (101) — бразильская художница, скульптор и дизайнер[201].
- Пратт, Ричи (71) — американский музыкант[202].
- Софрониев, Петр[болг.] (64 или 65) — болгарский поэт, сценарист и либреттист[203].
- Стернгласс, Эрнест (91) — американский физик, профессор[204].
- Стрейндж, Стив (55) — британский музыкант; сердечный приступ[205].
- Эндрю, Сэм (73) — американский рок-музыкант и автор песен, один из основателей группы Big Brother and the Holding Company; сердечный приступ[206].

### 11 февраля

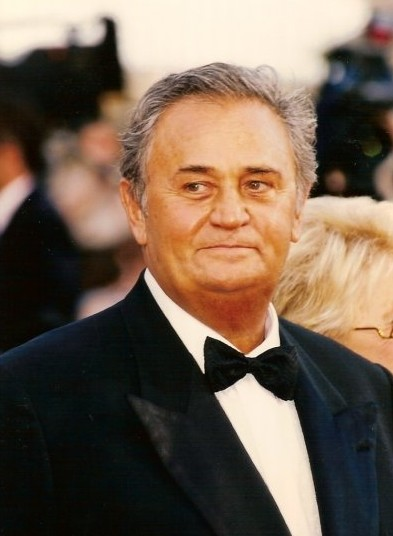
Роже Анен

- Анен, Роже (89) — французский актёр и режиссёр, исполнитель главной роли в телесериале «Комиссар Наварро»; воспаление лёгких[207].
- Ибсен, Танкред (93) — норвежский дипломат, посол Норвегии в Китае (1979—1982) и Индии (1982—1986), правнук Генрика Ибсена и Бьёрнстьерне Бьёрнсона[208].
- Кунео, Анна (78) — швейцарская писательница и режиссёр[209].
- Моффат, Гас (66) — британский футболист[210].
- Оника, Валерий Васильевич (75) — советский и российский актёр, заслуженный артист Российской Федерации (2001)[211].
- Паласиос, Рикардо (74) — испанский актёр [212].
- Пшедвоевский, Сильвестр (95) — польский актёр[213].
- Саймон, Боб[англ.] (73) — американский журналист, ведущий программы «60 минут» (с 1996 года), 27-кратный лауреат премии «Эмми»; ДТП[214].
- Тарканян, Джерри (84) — американский баскетболист и тренер[215].
- Тимохин, Иван Георгиевич (87) — советский государственный деятель, председатель Орловского горисполкома (1974—1986)[216].

### 10 февраля

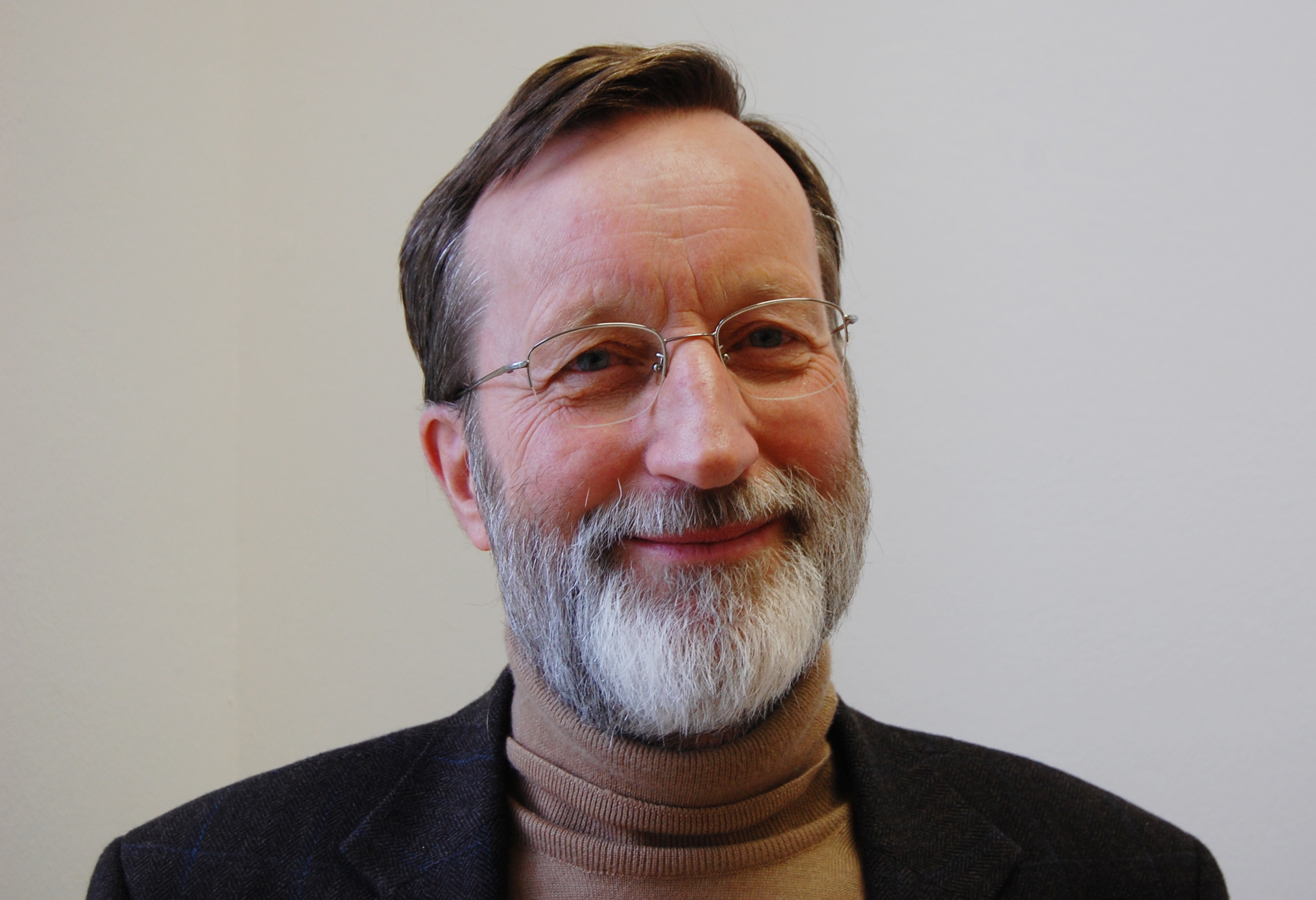
Херберт Лохс

- Беккер, Карл Йозеф (86) — немецкий кардинал, бывший советник Конгрегации Доктрины веры, кардинал-дьякон с дьяконством S. Giuliano Martire (с 2012)[217].
- Вагнер, Манфред (76) — немецкий футболист, чемпион ФРГ по футболу (1966) в составе «Мюнхен 1860»[218].
- Горелик, Сарра Анатольевна (86) — советский тренер по художественной гимнастике, заслуженный тренер РСФСР[219].
- Дэн Лицюнь (99) — китайский партийный деятель, член Секретариата ЦК КПК (1982—1987), заведующий отделом пропаганды ЦК КПК (1982—1985)[220].
- Красилов, Валентин Абрамович (77) — советский и российский палеоботаник и эволюционист[221][неавторитетный источник].
- Ле Пулен, Корин (66) — французская актриса[222].
- Лоуренс, Уильям, 5-й баронет (60) — британский политик, офицер Ордена Британской империи[223].
- Лохс, Херберт (68) — австрийский и немецкий врач, профессор, директор Клиники гастроэнтерологии, гепатологии и эндокринологии Шарите в Берлине (1994—2009)[224].
- Матюхин, Иван Петрович (92) — советский военный, участник Великой Отечественной войны, полный кавалер ордена Славы[225].
- Ошланов, Владимир Басангович (53) — российский художник[226].

### 9 февраля

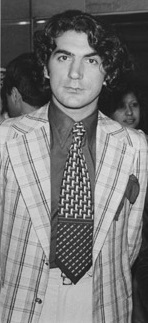
Хорхе Сасси

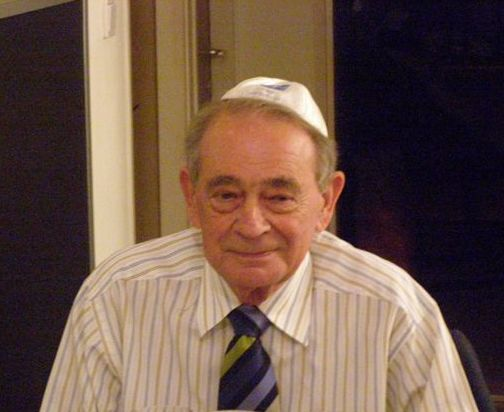
Роман Фристер

- Джерде, Джон (75) — американский архитектор («Белладжио», Wynn Las Vegas)[227].
- Залотуха, Валерий Александрович (60) — советский и российский сценарист («Макаров», «Мусульманин», «72 метра»)[228].
- Караян, Роберт Мушегович (80) — советский и армянский писатель, публицист[229].
- Леви, Марвин Дэвид[англ.] (82) — американский композитор[230].
- Лю Хань (49) — китайский бизнесмен, миллиардер, президент горнодобывающей корпорации Hanlong Group; казнён[231].
- Полуянов, Валерий Григорьевич (71) — советский футболист, нападающий, мастер спорта СССР[232].
- Рей, Рекс (58) — американский графический дизайнер[233].
- Ротлизбергер-Распе, Надя (42) — швейцарская кёрлингистка, серебряный призёр зимних Олимпийских игр в Солт-Лейк-Сити (2002)[234].
- Рюэль, Клод (76) — канадский хоккейный тренер, старший тренер «Монреаль Канадиенс» (1968—1970, 1979—1981)[235].
- Сабол, Эд (98) — американский кинорежиссёр и основатель киностудии NFL Films, член Международного еврейского спортивного зала славы (1996)[236].
- Сасси, Хорхе (64) — аргентинский актёр («Ты — моя жизнь»)[237].
- Сидоров, Роман Олегович (59) — советский и российский футболист, нападающий клуба «Динамо» (Ставрополь) (1981)[238].
- Стрейт, Грант (87) — канадский танцор и хореограф Национального балета Канады[239].
- Тем, Мелани (65) — американская писательница литературы ужасов[240].
- Фристер, Роман (87) — польский еврейский писатель и журналист, узник Освенцима и Маутхаузена[241].
- Шарки, Ник (71) — британский футболист, нападающий «Сандерленда» (1960—1966)[242].
- Швер, Александр Михайлович (86) — советский и российский архитектор, автор стелы «Выборг»[243].
- Экерт, Мариан[пол.] (82) — польский историк и политический деятель, ректор Высшей инженерной школы в Зелёна-Гуре (1987—1990), президент города Зелёна-Гура (1993—1997)[244].
- Юбухаев, Жорж Долгорович (65) — российский бурятский поэт[245].
- Ялден, Максвелл Фримен (84) — канадский дипломат, Компаньон Ордена Канады[246].

### 8 февраля

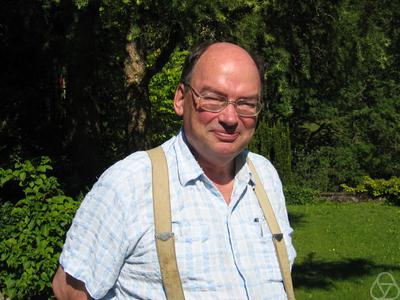
Ола Брателли

- Брателли, Ола (68) — норвежский математик, автор теории оснащенных градуированных графов (диаграммы Брателли), соавтор диаграмм Брателли-Вершика[247].
- Васкес Рана, Марио (82) — мексиканский медиамагнат и спортивный администратор, Президент Панамериканской спортивной организации (с 1975), Президент Ассоциации национальных олимпийских комитетов (с 1979)[248].
- Муратов, Сергей Александрович (83) — советский и российский киновед, кинокритик, режиссёр-документалист, сценарист («Приключения в городе, которого нет»), профессор, доктор филологических наук, один из основателей телевизионной игры КВН[249].
- Селивохин, Владимир Витальевич (68) — советский и российский пианист, профессор, народный артист Российской Федерации (1999)[250].
- Сенар, Мюзейен (96) — турецкая эстрадная певица[251].
- Экуан, Кендзи (84) — японский дизайнер (бутылка для соевого соуса фирмы Kikkoman, модель скоростного поезда Акита-синкансэн)[252].

### 7 февраля

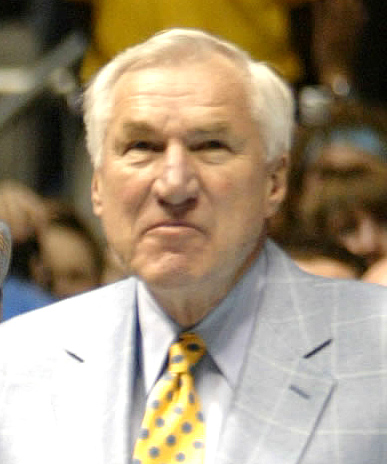
Дин Смит

- Бельгер, Герольд Карлович (80) — советский и казахстанский писатель, переводчик, публицист, литературовед[253].
- Гаврон, Роберт, барон Гаврон (84) — британский миллионер-филантроп и пожизненный пэр, директор Королевского театра Ковент-Гарден (1992—1998), председатель Guardian Media Group (1997—2000)[254].
- Град, Адам (45) — польский футболист, нападающий[255].
- Молдин, Джо (74) — американский музыкант (The Crickets)[256].
- Палюкайтите, Регина (75) — советская и литовская актриса[257][258].
- Резвая, Нина Алексеевна (92) — советская учительница истории и обществознания, Герой Социалистического Труда (1968), заслуженный учитель школы РСФСР (1965), почётный гражданин Ленинградской области[259].
- Розенберг, Маршалл (80) — американский психолог, автор теории ненасильственного общения[260].
- Смит, Дин (83) — американский баскетбольный тренер[261].
- Уайтхэд, Джон (92) — американский банкир и государственный деятель, председатель и главный исполнительный директор банка Goldman Sachs (1976—1985), заместитель Государственного секретаря США (1985—1989)[262].
- Цой, Владимир Пенчерович (76) — советский и российский художник, заслуженный художник Российской Федерации (2010)[263].

### 6 февраля

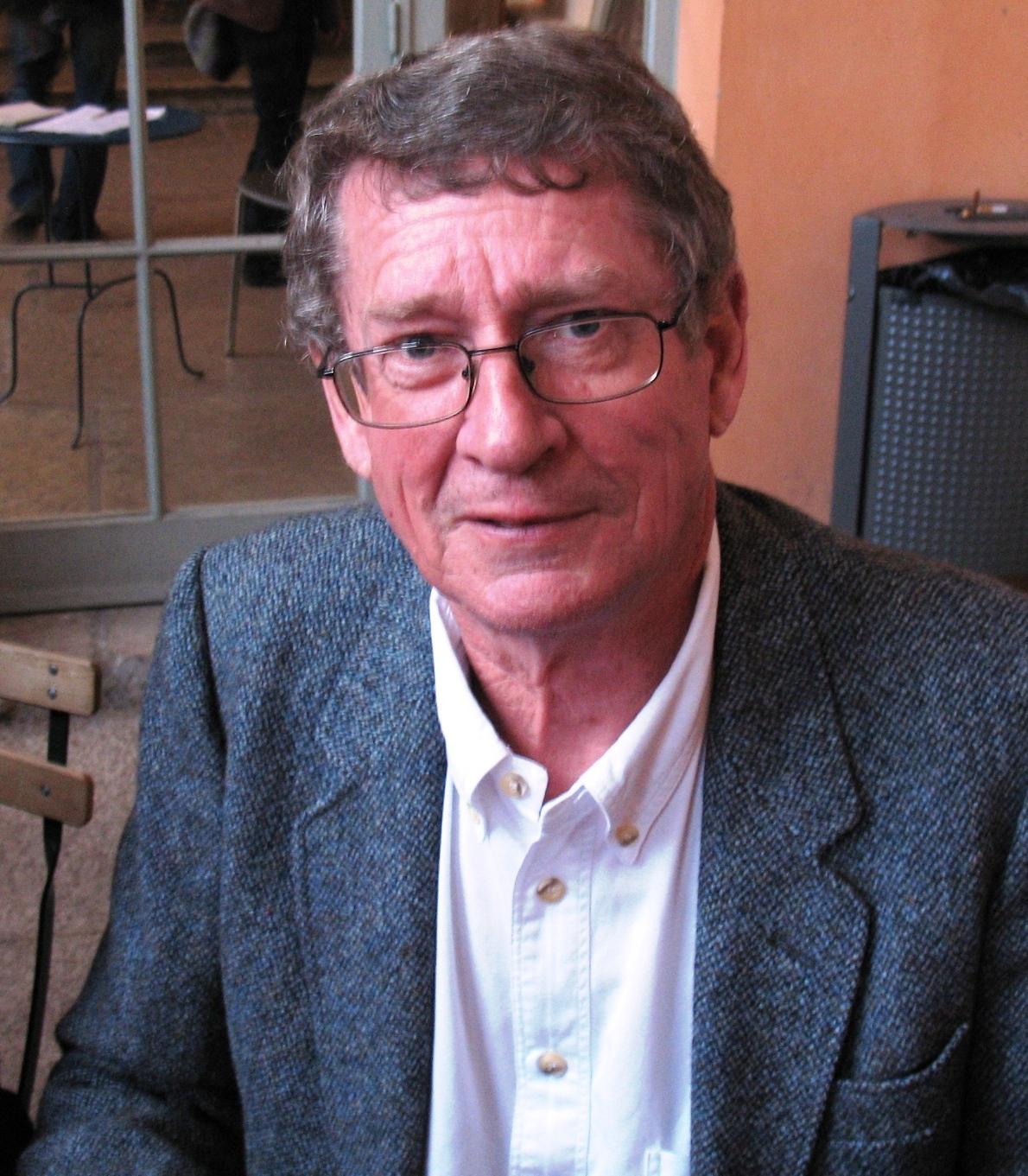
Андре Бринк

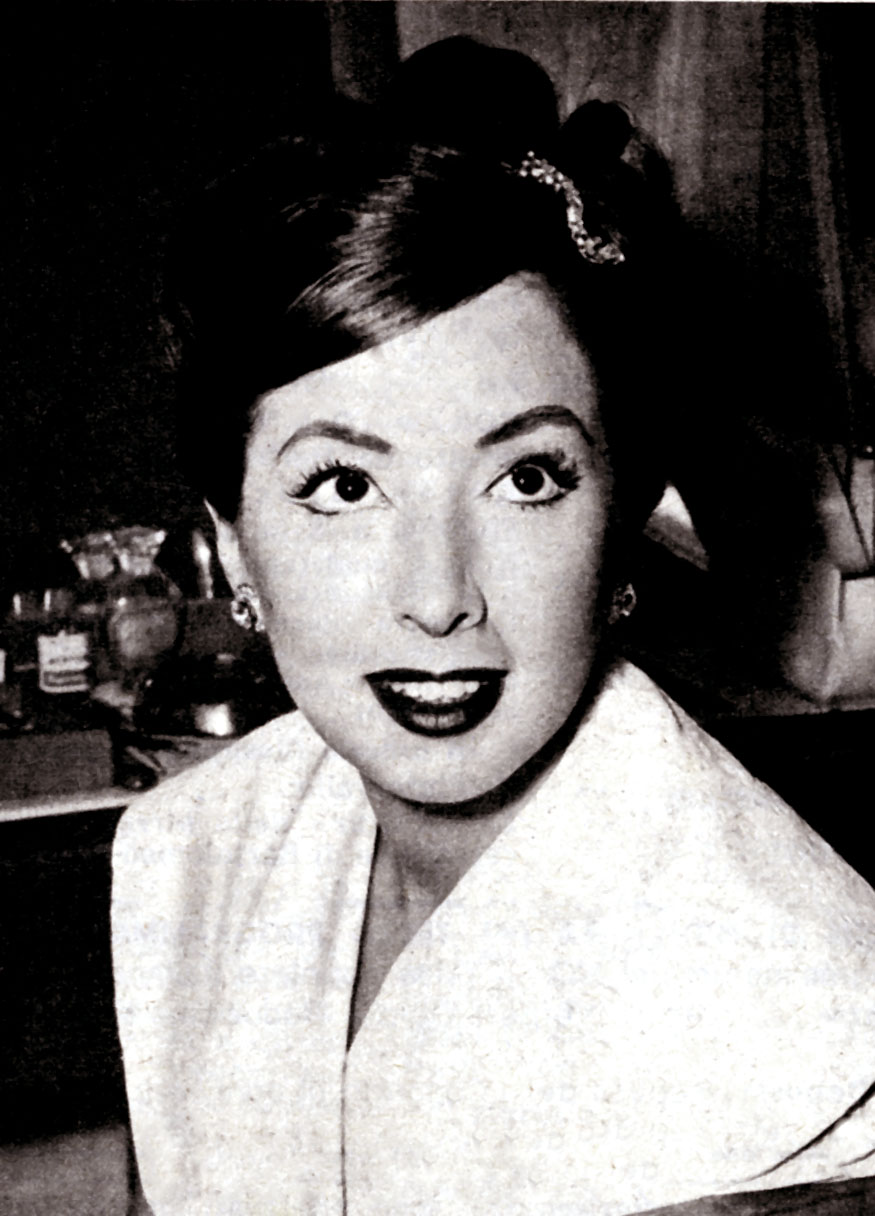
Мариза Дель Фрате

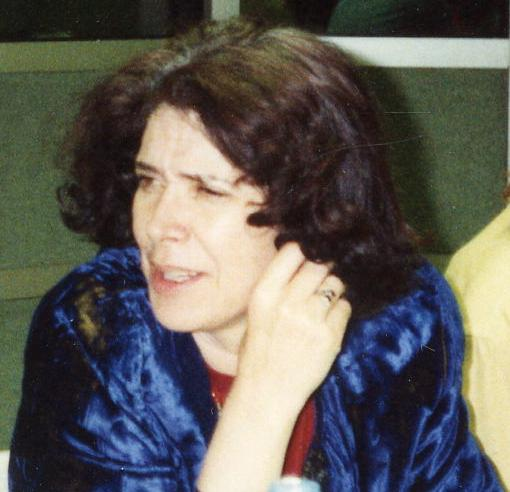
Ассия Джебар

- Ахундов, Гусейн Мамедович (93) — советский и азербайджанский художник и актёр-эпизодник («Операция «Ы» и другие приключения Шурика», «Человек без паспорта», «Инспектор ГАИ»); участник Великой Отечественной войны, отец циркового артиста Тофика Ахундова[264].
- Бринк, Андре (79) — южноафриканский писатель, профессор английской литературы в Кейптаунском университете[265].
- Глущенко, Виктор Юрьевич (78) — советский и российский химик, директор Института химии ДВО РАН (1995—2002), член-корреспондент РАН (1991; член-корреспондент АН СССР с 1987)[266].
- Дель Фрате, Мариза (83) — итальянская певица и актриса[267].
- Ассия Джебар (78) — алжирская писательница и кинорежиссёр[268].
- Днепров, Эдуард Дмитриевич (78) — советский и российский педагог и государственный деятель, министр образования России (1990—1992)[269].
- Дракер, Норм (94) — американский баскетбольный судья[270].
- Журба, Виктор Степанович (?) — советский дискобол, чемпион Всемирной универсиады (1973), рекордсмен Европы, многократный чемпион Советского Союза[271].
- Коллинз, Майкл Д. (70) — американский политик, мэр Толидо (с 2014 года)[272].
- Миртаджиев, Джалалитдин Турсунович (60) — советский и узбекский скульптор, народный художник Узбекистана (2003)[273].
- Наннели, Алан[англ.] (56) — американский политик, член Палаты представителей США от штата Миссисипи (2011—2015)[274].
- Разживин, Анатолий Семёнович (74) — прокурор Камчатской области (1981—1992)[275].
- Уиндфельд, Кэтрин (49) — датский режиссёр[276].
- Черников, Олег Леонидович (78) — советский и российский шахматист, гроссмейстер (2000), международный арбитр (2001)[277].
- Эриксон, Руне (90) — шведский оператор, режиссёр и сценарист, участник основной программы Берлинского кинофестиваля (1964)[278].

### 5 февраля

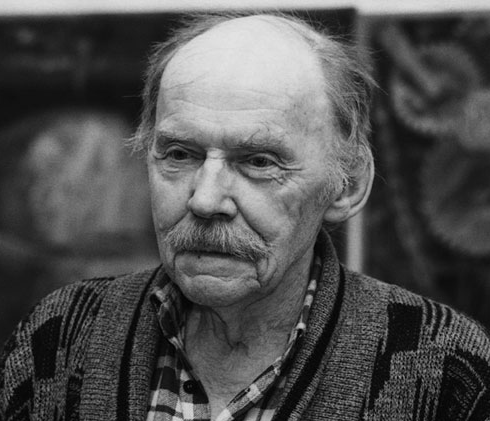
Борис Иванов

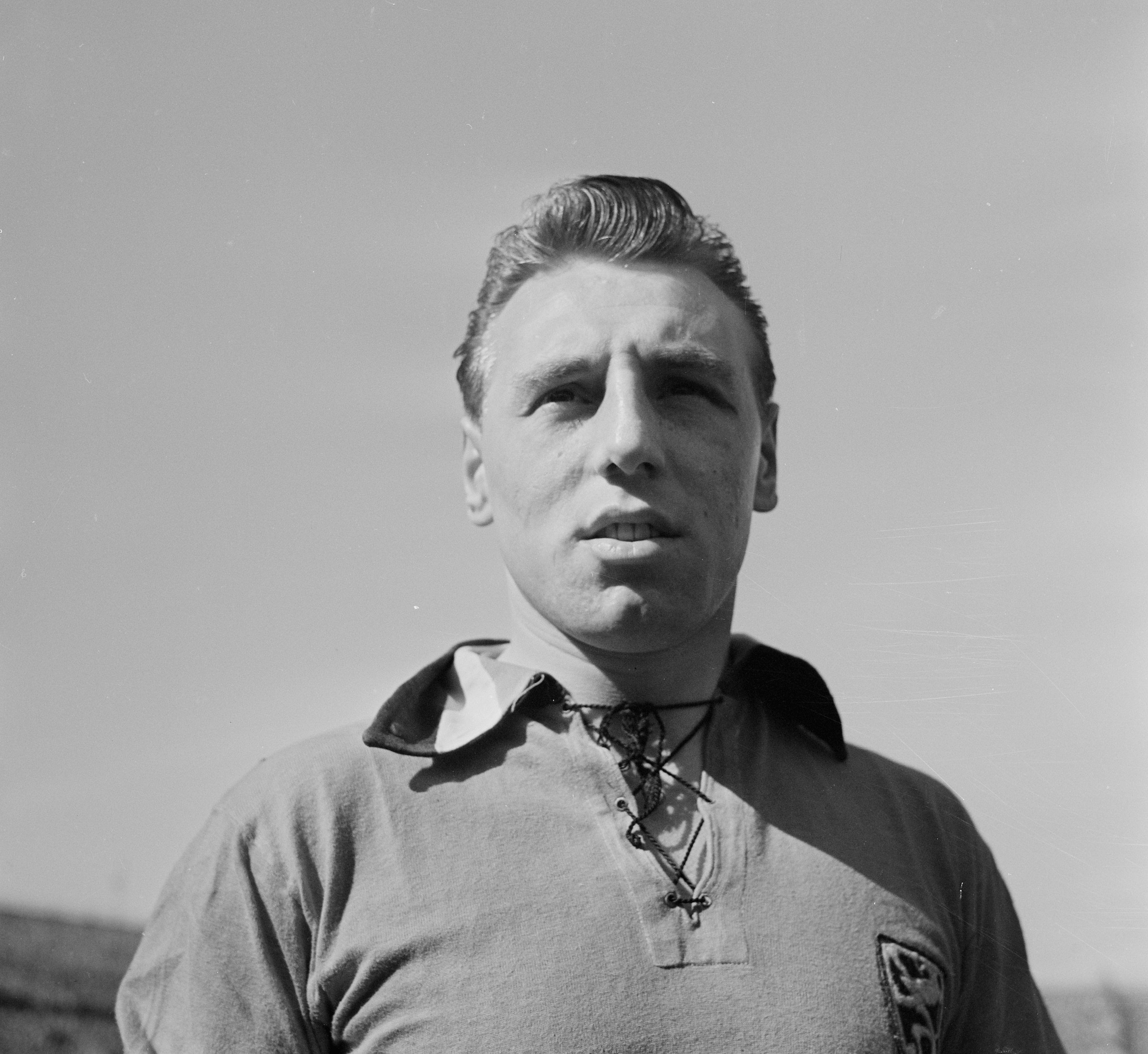
Анри Коппенс

- Иванов, Борис Иванович (86) — советский и российский журналист, писатель, деятель самиздата в СССР, один из основателей премии Андрея Белого[279].
- К. Н. Чокси (81) — шри-ланкийский юрист и политик, министр финансов (2001—2004)[280].
- Кадыралиев, Жоомарт Асаналиевич (68) — советский и киргизский художник, народный художник КР, лауреат Государственной премии имени Токтогула Сатылганова[281].
- Калинина, Ида Павловна (88) — советский и российский селекционер, специалист в области плодово-ягодных культур, академик ВАСХНИЛ (1982), академик РАН (2013), лауреат Государственной премии СССР[282].
- Катукова, Екатерина Сергеевна (101) — советский и российский общественный деятель, ветеран Великой Отечественной войны, вдова маршала бронетанковых войск М. Е. Катукова[283].
- Кесаев, Владимир Александрович (82) — советский и российский писатель-публицист, главный редактор газеты «Растдзинад» (1988—2003), заслуженный работник культуры Российской Федерации (1993)[284].
- Коппенс, Анри (84) — бельгийский футболист, первый обладатель Бельгийской золотой бутсы (1954), участник Чемпионата мира по футболу (1954)[285].
- Курносов, Валерий Викторович (53)[значимость?] — советский и российский журналист, публицист, автор книги «Царское золото»[286].
- Морозов, Геннадий Георгиевич (76) — советский и российский тренер по лёгкой атлетике, заслуженный тренер РСФСР (1969)[287].
- Мучник, Лариса Львовна (58) — украинская шахматистка и тренер, международный мастер (1983) среди женщин[288].
- Пронин, Николай Мартемьянович (74) — советский и российский эколог, доктор биологических наук, профессор[289].
- Розенблат, Герман (85) — американский писатель[290].
- Сегал, Джеффри (94) — британский актёр[291].
- Сенабре, Рикардо[исп.] (77—78) — испанский филолог и литературный критик[292].
- Турчин, Валерий Стефанович (73) — советский и российский искусствовед, историк искусства[293].
- Фитч, Вал Логсдон (91) — американский физик, лауреат Нобелевской премии (1980)[294].
- Швейцер, Йозеф (92) — еврейский религиозный деятель, главный раввин Венгрии (1985—1997)[295].

### 4 февраля

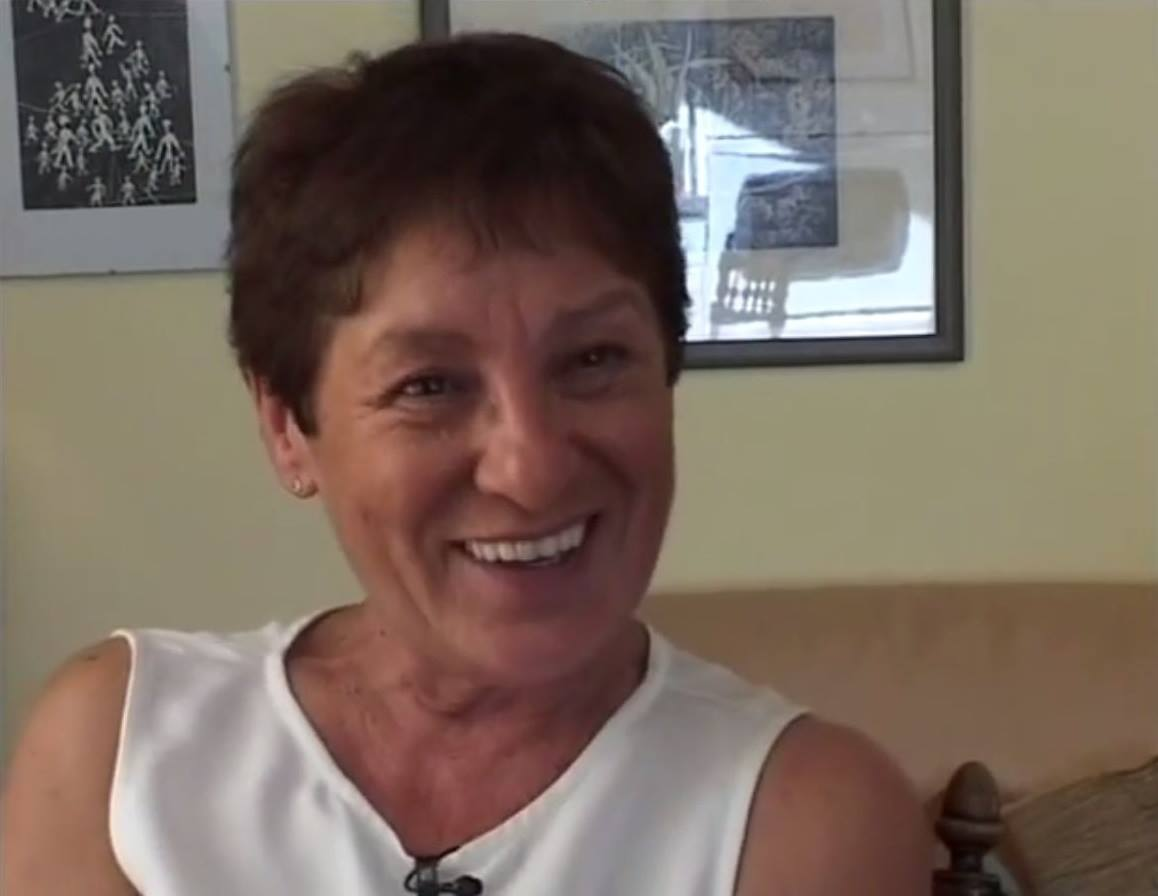
Фатима Салказанова

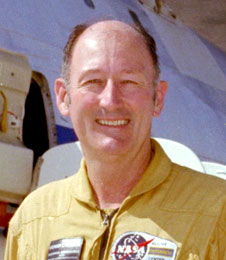
Фицхью Фултон

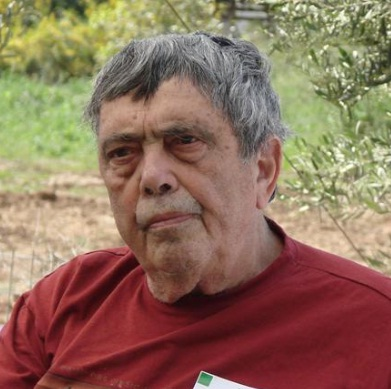
Миха Шагрир

- Аль-Карбули, Зияд (?) — исламский террорист, лидер ячейки Аль-Каиды в Ираке; казнён[296].
- Багрянов, Дмитрий (47) — российский легкоатлет, чемпион Европы по прыжкам в длину в помещении (1992)[297].
- Бородин, Леонид Григорьевич (89) — советский военный, участник Великой Отечественной войны и конфликта на острове Даманский, полковник, Герой Советского Союза (1945)[298].
- Боунхилл, Ричард (67) — британский актёр и каскадёр[299].
- Гонсалес, Селина (85) — кубинская певица, автор и исполнительница музыки в традиционном стиле «мусика кампесина»[300].
- Жуковская, Ирина Алексеевна (81) — советский и российский режиссёр документального кино[301].
- Зуйка, Роберт[латыш.] (102) — латвийский и американский хоровой дирижёр[302].
- Йепес, Мари Кармен (72) — испанская актриса[303].
- Маковецкий, Станислав (67) — польский борец, бронзовый призёр чемпионата мира по вольной борьбе (1971)[304].
- Лара, Одет[порт.] (85) — бразильская актриса[305].
- Руина, Джек (91) — американский инженер, директор DARPA (1961—1963)[306].
- Салказанова, Фатима Александровна (73) — советская диссидентка и французская журналистка, заместитель директора русской службы радио «Свобода» (1990—1995)[307].
- Скаттини, Моника (59) — итальянская актриса ][308].
- Ферлита, Эрнест (87) — американский драматург[309].
- Фултон, Фицхью (89) — американский лётчик-испытатель НАСА, лауреат трофея Хэрмона (1962), обладатель двух медалей НАСА «За исключительные заслуги»[310].
- Хайдаров, Амен Абжанович (91) — советский режиссёр-мультипликатор, основоположник казахстанской анимации, заслуженный деятель искусств Казахской ССР (1974)[311].
- Цегельский, Хенрик (69) — польский баскетболист, бронзовый призёр чемпионата Европы (1967)[312].
- Шагрир, Миха[пол.] (77) — израильский журналист и режиссёр-документалист[313].

### 3 февраля

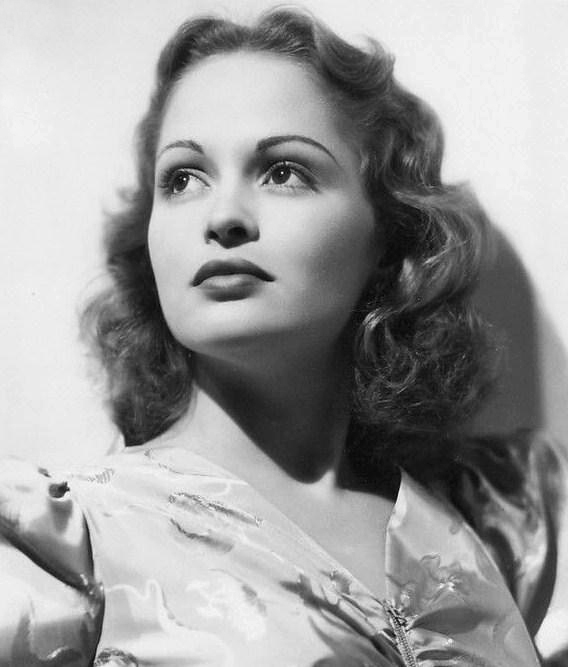
Мэри Хили

- Бугаенко, Тамара Борисовна (58)[значимость?] — российский искусствовед, специалист Сибирского культурного центра[314].
- Ван Ден Аккер, Коос (75) — американский дизайнер одежды[315].
- Гаджиев, Акиф Джафар оглы (77) — советский и азербайджанский математик, вице-президент Национальной академии наук Азербайджана[316].
- Гбенье, Кристоф (87—88) — конголезский повстанческий лидер, один из руководителей восстания Симба (1964—1965)[317].
- Гилберт, Мартин (78) — британский историк, официальный биограф Уинстона Черчилля, историк Холокоста[318].
- Йемм, Норман (81) — австралийский актёр и оперный певец[319].
- Ковенчук, Георгий Васильевич (81) — советский и российский художник-авангардист и книжный график[320].
- Лейдтке, Уолтер (69) — американский искусствовед и музейный работник[321].
- Маккинли, Уильям Томас (76) — американский композитор и пианист[322].
- Миранда, Джон (88) — американский актёр и драматург[323].
- Ногейра, Карлос (71) — венесуэльский писатель, лауреат национальных премий[324]
- Нунвайллер, Ион (79) — румынский футболист и тренер, участник летних Олимпийских игр в Токио (1964)[325].
- Потау, Хоан (69) — испанский актёр, сценарист и режиссёр[326].
- Рефало, Майкл (78) — мальтийский политик и дипломат, министр туризма (1987—1995)[327].
- Рогачёв, Валерий Степанович (68) — российский государственный деятель, первый председатель Брянской областной Думы (1994—1995)[328].
- Санчес, Атаульфо (80) — аргентинский футболист, двукратный чемпион Аргентины по футболу (1958, 1961) в составе «Расинга», чемпион Мексики по футболу (1966) в составе «Америки»[329].
- Сиффорд, Чарли (92) — американский гольфист, пионер афроамериканского гольфа[330].
- Сурначёв, Владимир Леонидович (69) — советский и российский музыкант и педагог, концертмейстер группы ударных Академического симфонического оркестра Новосибирской государственной филармонии, заслуженный артист Российской Федерации (1993)[331] Архивная копия от 4 февраля 2015 на Wayback Machine.
- Хасан Шах, Насим (85) — председатель Верховного суда Пакистана (1993—1994), один из судей, вынесших смертный приговор Зульфикару Али Бхутто[332].
- Хили, Мэри (96) — американская актриса и певица[333].

### 2 февраля

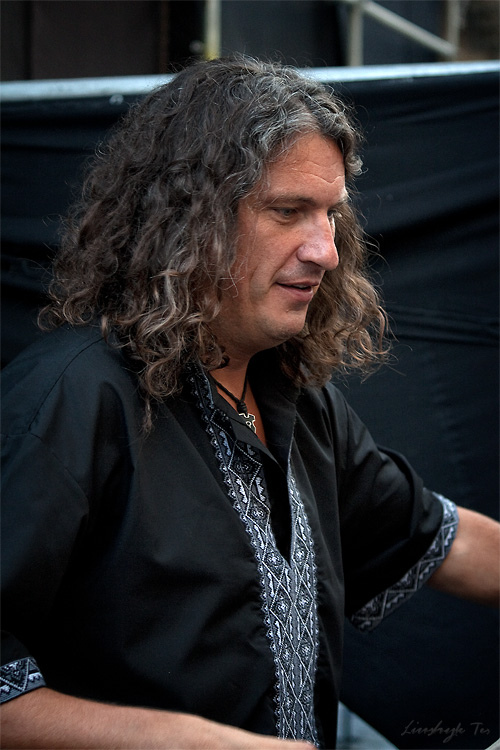
Андрей Кузьменко

- The Jacka (37) — американский музыкант; убит[334].
- Альфиди, Джозеф (64) — американский пианист, композитор и дирижёр[335].
- Андрейчик, Михаил Фёдорович (71) — советский и российский географ, доктор географических наук, профессор[336].
- Аюпов, Рим Шарипович (76) — советский и российский актёр театра и кино («Юнга Северного флота», «В полосе прибоя», «Под знаком Скорпиона»), заслуженный артист РСФСР (1984)[337].
- Бергман, Дейв (61) — американский бейсболист, победитель Мировой серии 1984 года в составе «Детройт Тайгерс»[338].
- Бичкеи, Тибор (85) — венгерский актёр[339].
- Борги, Фрэнк (89) — американский футболист, вратарь сборной США по футболу, участник чемпионата мира по футболу 1950, в том числе легендарного футбольного матча США — Англия[340].
- Гаспар, Далмо (82) — бразильский футболист, пятикратный чемпион Бразилии (1961, 1962, 1963, 1964, 1965), двукратный обладатель Межконтинентального кубка по футболу (1962, 1963) в составе «Сантоса»[341].
- Кицакис, Алекос (80 или 81) — греческий фолк-певец[342].
- Кузьменко, Андрей Викторович (46) — украинский певец, лидер группы «Скрябін»; ДТП[343].
- Литтл, Рой (83) — английский футболист, обладатель Кубка Англии по футболу (1956) в составе «Манчестер Сити»[344].
- Мунаев, Иса Ахьядович (49) — чеченский полевой командир, бригадный генерал Вооружённых сил Чеченской Республики Ичкерия; убит[345].
- Пальмер, Карл-Эрик (85) — шведский футболист, бронзовый призёр чемпионата мира (1950)[346].
- Ситкина, Алла Юрьевна (54) — российский художник-постановщик («Лентелефильм», «Пятый канал»), директор ВИА «Чемпионки мира» театра «Лицедеи» (2000—2006) (www.kino-teatr.ru).
- Стерн, Стюарт (92) — американский сценарист («Бунтарь без причины», «Рейчел, Рейчел»)[347].
- Феррейра, Омеру (86) — бразильский композитор[348].
- Форстман, Георгий Васильевич (84) — советский и российский историк, почётный профессор Челябинского государственного университета (2008), заслуженный работник культуры РСФСР (1989), кандидат исторических наук[349].
- Щепаньский, Хенрик (81) — польский футболист, участник летних Олимпийских игр в Риме (1960)[350].

### 1 февраля

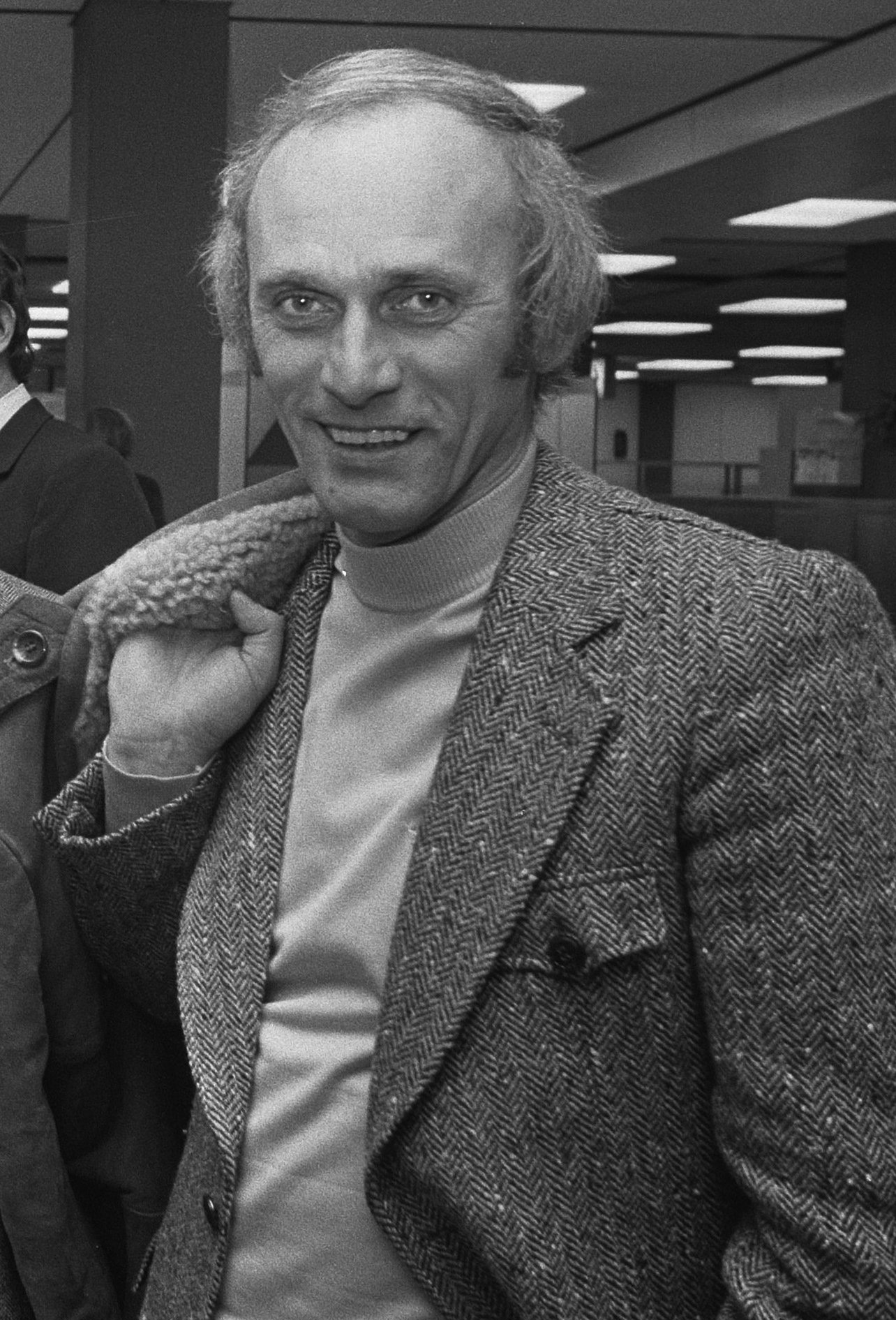
Удо Латтек

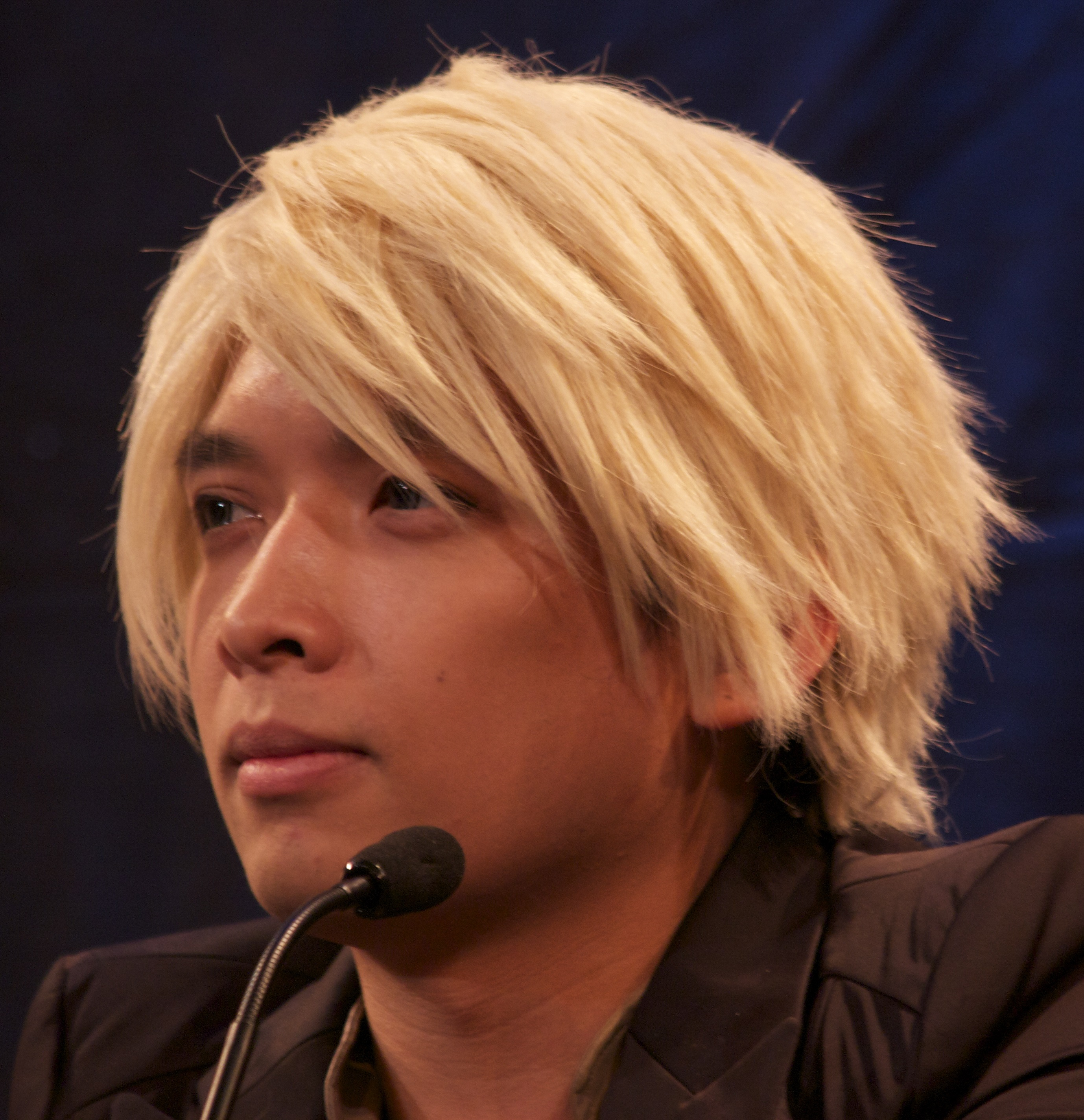
Монти Оум

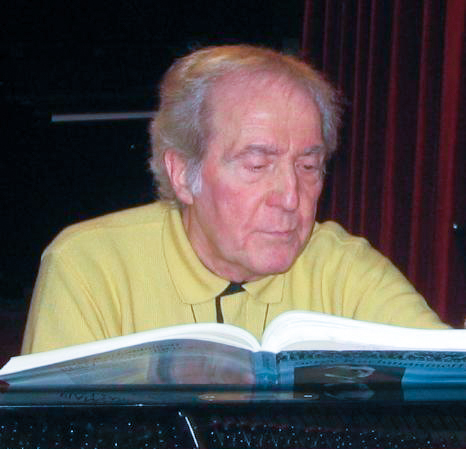
Альдо Чикколини

- Антипов, Сергей Арьевич (55) — советский и российский телережиссёр и телеведущий[351].
- Антонов, Игнатий Петрович (92) — академик Национальной академии наук Беларуси, член-корреспондент Российской академии медицинских наук, заслуженный деятель наук Беларуси, лауреат Государственной премии Республики Беларусь, народный врач Беларуси, почётный гражданин Минска и Витебска[352].
- Гаррисон, Уильямс (90) — американский географ, лидер «количественной революции в географии»[353].
- Гордовская, Анна Никитична (69)[значимость?] — советская и российская актриса, артистка Омского государственного театра юного зрителя[354].
- Дариан, Анита (87) — американская оперная певица[355].
- Деблассио, Эдвард (88) — американский сценарист[356].
- Дужин, Сергей Васильевич (58) — российский математик, доктор физико-математических наук[357].
- Киселёва, Валерия Ивановна (63) — советская и российская актриса Санкт-Петербургского академического театра комедии имени Н. П. Акимова, заслуженная артистка России (2000), мать Ивана Урганта[358].
- Кравец, Борис Иванович (68) — советский и приднестровский литературовед, отличник народного образования ПМР (2005), один из авторов многотомного учебника «История литературы Приднестровья»[359].
- Латтек, Удо (80) — немецкий футбольный тренер[360].
- Оум, Монти (33) — американский режиссёр-аниматор, лауреат «Премии Гильдии продюсеров США» (2014)[361].
- Пасько, Сергей Александрович (63)[значимость?] — российский предприниматель и общественный деятель, руководитель Союза предпринимателей Калининграда, основатель Балтийской республиканской партии[362].
- Салтыков, Михаил Алексеевич (87) — советский и российский конструктор, доктор технических наук, лауреат Государственной премии СССР (1989), заслуженный конструктор Российской Федерации (1993)[363][неавторитетный источник].
- Сингер, Ирвинг (89) — американский философ[364].
- Тяпак, Мартин (88) — чехословацкий актёр и режиссёр («Завтра будет поздно…»)[365].
- Хилан, Патрик (88) — ирландский физик и философ[366].
- Хосе Эдуардо де Андраде Вьера (76) — бразильский финансист и политик, министр промышленности и торговли (1992—1993), министр сельского хозяйства (1993, 1995—1996)[367].
- Чикколини, Альдо (89) — итало-французский пианист[368].
- Шеховцев, Виктор Фёдорович (74) — советский футболист («Химик» Новомосковск, «Крылья Советов», «Судостроитель» Николаев) и тренер[369].
- Юсупов, Хасбулат Юсупович (62) — советский и российский дагестанский художник, заслуженный художник Республики Дагестан, лауреат премии Ленинского комсомола[370].

### Без точной даты
- Лабуткин, Дмитрий Витальевич (29) — украинский военный журналист ТРК ВМСУ «Бриз»[371][372]..